# Економічні райони Австралії
Відмінною рисою економічного районування Австралії є неможливості її поділу за наявними адміністративними кордонами. Південно-Східний, Південний та Південно-Західний регіони, витягнулися вузькою смугою вздовж узбережжя материка. У той самий час вони, разом із Тасманією, концентрують понад 95 % населення країни, третину видобувної промисловості, водночас виробляють майже всю продукцію обробної промисловості і переважну частину аграрної.

## Південно-Східна Австралія
Найбільш історично освоєний, густо заселений, економічно розвинений регіон країни, що складається зі штатів Вікторія та Новий Південний Уельс. Загальна площа регіону складає 14 % території країни; населення — більше 60 %; рівень урбанізованості — майже 90 %. Тут 1788 року було засновано перше поселення європейців на континенті — Сідней. Рельєф регіону досить різноманітний, столові Блакитні гори, Австралійські та Вікторіанські Альпи відокремлюють вузьку приморську низовину від внутрішніх районів верхів'їв Муррею та Дарлінгу — головного сільськогосподарського району країни. Клімат сприятливий як для проживання, так і для землеробства. На приморській низовині збереглися клаптики вічнозелених вологих лісів; у внутрішніх районах — евкаліптові савани та скреб.
Регіон багатий на поклади мінеральної сировини: найбільший за площею кам'яновугільний басейн (42 тис. км²) бітумінозного та коксівного вугілля — Ньюкасл, Вуллонгонг, Порт-Кембла; буре вугілля родовищ Яллурн та Моруелл (штат Вікторія); нафта родовища Лейк-Ентранс та шельфу Бассової протоки. Поклади міді (Кобар), поліметалічних руд (Брокен-Гілл), олова (Ардлтан), титану, магнезиту та азбесту. На місцевому бурому вугілля працюють найбільші в країні ТЕС. У Сніжних горах споруджено великий гідрокомплекс: 7 водосховищ, 8 ГЕС (4,7 МВт), 90 км комплексу тунелів, що сполучають в єдину систему річки Маррамбіджі, Муррей, Тамет та Сноуі. Важка промисловість, металургія, коксохімія, трубопрокат та машинобудування сконцентровані в промислових центрах: Ньюкасл, Вуллонгонг, Порт-Кембла. У регіоні розвинена нафтопереробна та хімічна промисловість (виготовлення пластмас, мінеральних добрив, синтетичних волокон, фенолу, фармації). Суднобудування в портових містах: Сідней, Мельбурн, Ньюкасл. Електротехнічна промисловість: Сідней, Клейтон. У штаті Вікторія концентруються найбільші підприємства легкої промисловості країни. Велика кількість підприємств харчової промисловості, переробка й консервація фруктів та овочів, сироробна та молочна галузь, м'ясокомбінати, олійниці, броварні.

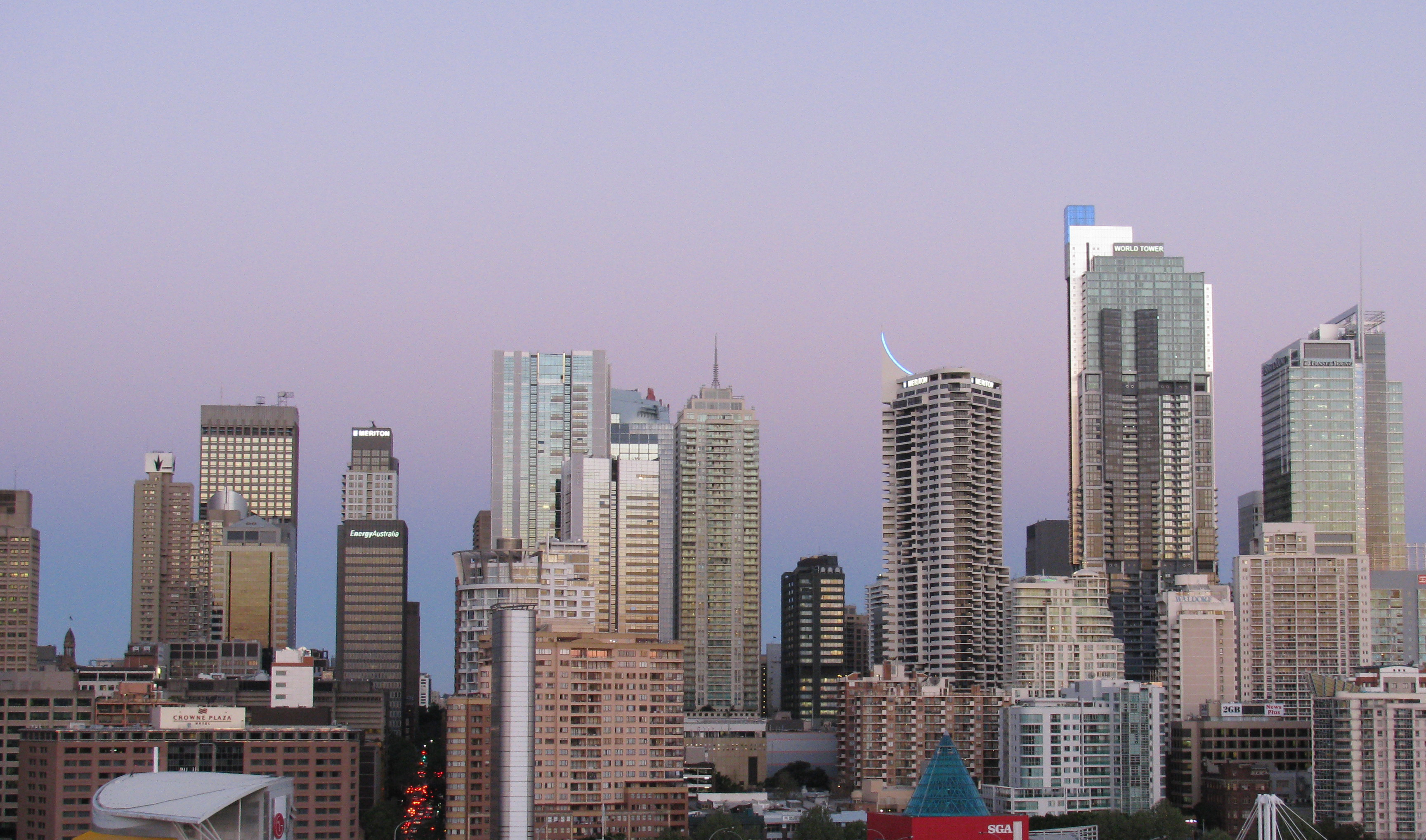
Діловий центр Сіднея
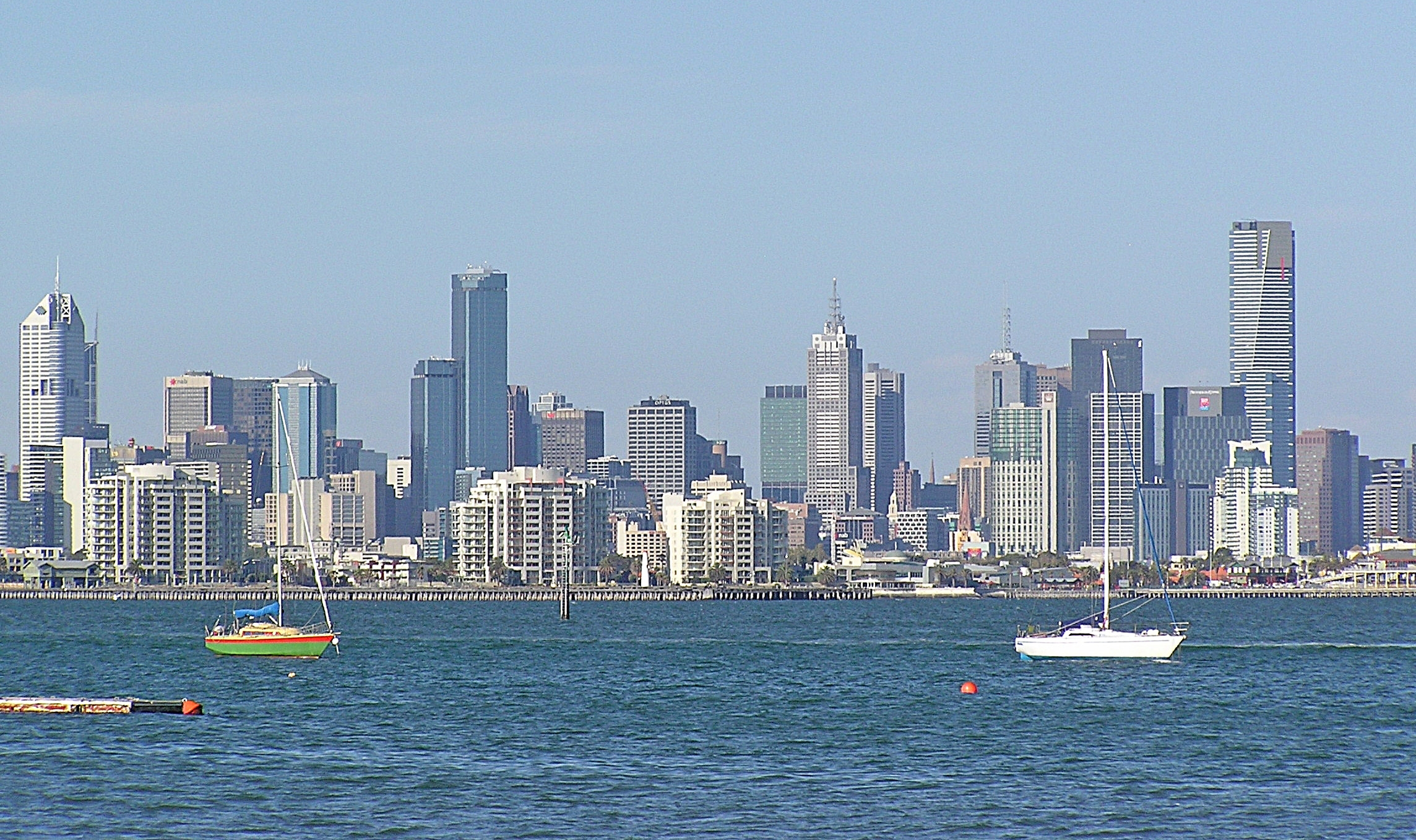
Діловий центр Мельбурна
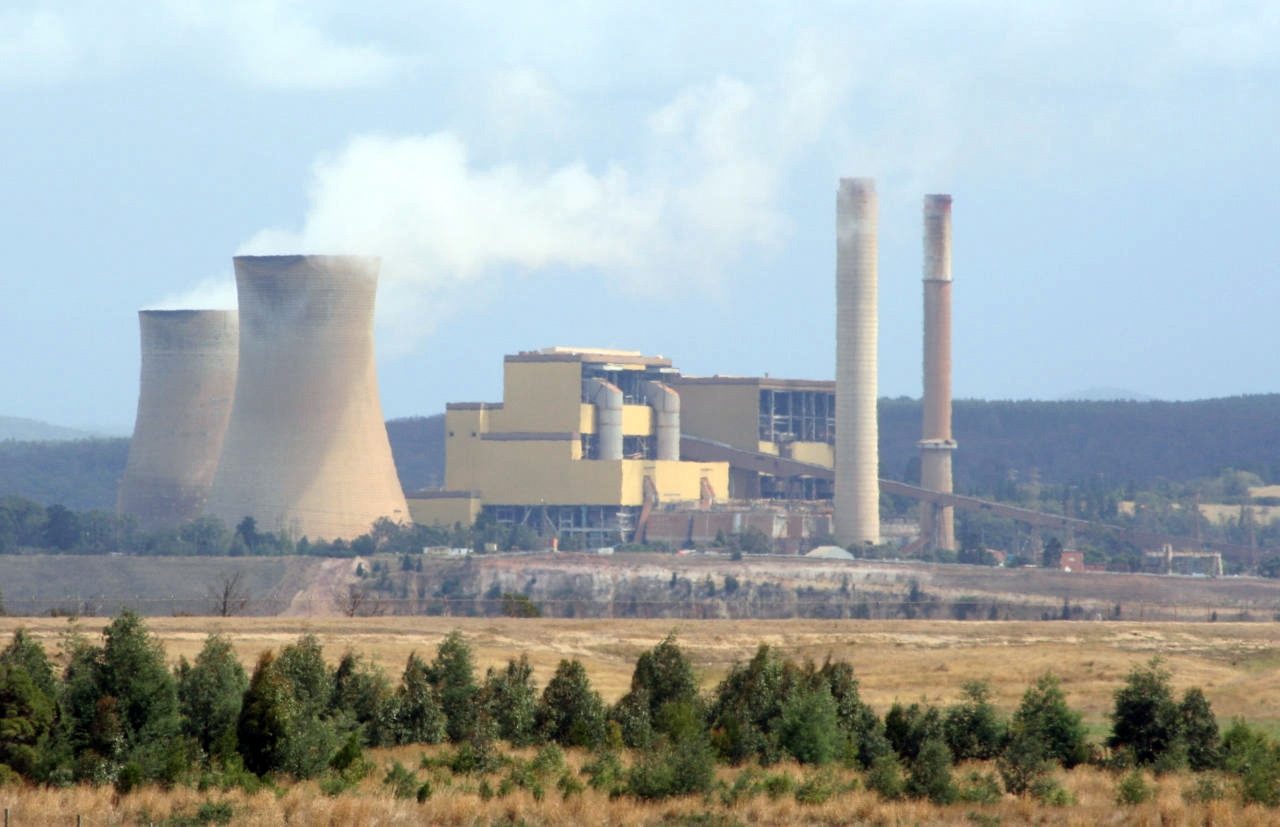
ТЕС Яллурн, працює на бурому вугіллі
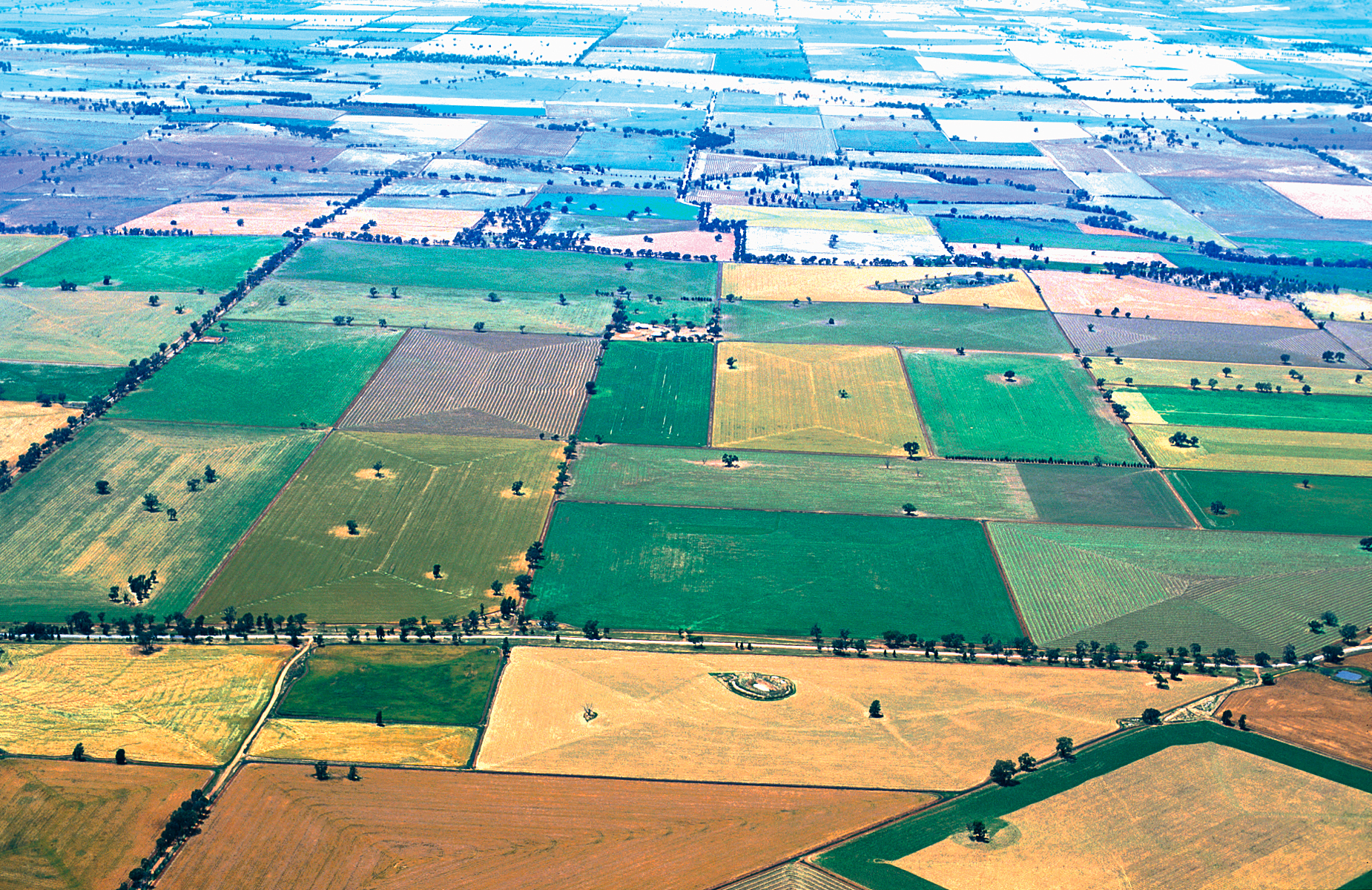
Сільгоспугіддя Південного-Сходу

На території регіону концентрується 2/3 поголів'я овець і 1/4 великої рогатої худоби країни. М'ясо-молочне тваринництво у більш вологих районах, а тонкорунне й мериносне у посушливих внутрішніх. Ферми з високим рівнем автоматизації всіх технологічних процесів. У регіоні концентруються найбільші площі зрошуваних земель. Тут вирощують найбільшу частку врожаю пшениці та інших зернових, половину винограду. Долина річки Намой — головний район вирощування бавовнику. Навколо міст інтенсивне приміське сільське господарство.
Найбільші міста регіону: Сідней — найбільше місто Австралії, діловий, промисловий, науковий та культурний центр, столиця штату Новий Південний Уельс, у місті мешкає більша половина населення штату; Мельбурн — друге за розмірами місто Австралії, столиця штату Вікторія; Ньюкасл; Канбера — столиця держави; Вуллонгонг; Порт-Кембла; Джилонг.

## Північно-Східна Австралія
Другий за рівнем економічного розвитку регіон країни, що територіально збігається з більшою частиною штату Квінсленд. Площа регіону — більше 20 % території країни. Загалом рельєф регіону горбистий, Великий Вододільний хребет тут значно нижче ніж на півдні, ланцюги невисоких гір роз'єднують западини. На заході гори переходять в рівнину вкриту рідколіссям, а на південному заході колючими заростями скребу. Клімат тропічний, теплий і вологий; тут найбільша кількість атмосферних опадів і найменші сезонні коливання середньодобової температури повітря. Навітряні схили гір вкриті вічнозеленими вологими лісами. Внутрішні райони — «країна криків», щебениста рівнина, вкрита колючими заростями скребу, поодинокими евкаліптами, пляшковими деревами та боабами Грегорі, яку перетинають пересохлі річища криків — Даямантина, Джорджина, Купер-Крик. Ця напівпустеля під час періоду Ла-Нінья, раз на 5-7 років, перетворюється на квітучий край.
Великий Бар'єрний риф вздовж тихоокеанського узбережжя приваблює величезну кількість туристів. Регіон багатий на мінеральну сировину: одне з найбільших у світі родовищ бокситів — Уейпа, з вмістом алюмінію до 58 % в руді; другий за площею кам'яновугільний басейн з родовищами Блер-Атолл та Бовен, що відомі високоякісним коксівним вугіллям; поліметалічні та уранові руди в Маунт-Айзі; олово й кобальт — Маунт-Кобальт; природний газ — Рома; нафта — Муні; фосфорити; монацитові піски східного узбережжя (монацит, ільменіт, рутил, титан, циркон). Підмурок індустрії регіону становлять підприємства гірничої промисловості; кольорової металургії (поліметали, алюміній, рафінування міді). У місті Гладстон було споруджено свого часу найпотужніший глиноземний завод у світі. Працюють підприємства хімічної (мінеральні добрива), транспортної (залізничне обладнання, вагонобудування, судноремонт) промисловості. У регіоні існують два типи морських портів: для експорту мінеральної сировини, максимально механізовані, з великим вантажообігом (Уейпа) та для експорту сільськогосподарської сировини (Лусінда).

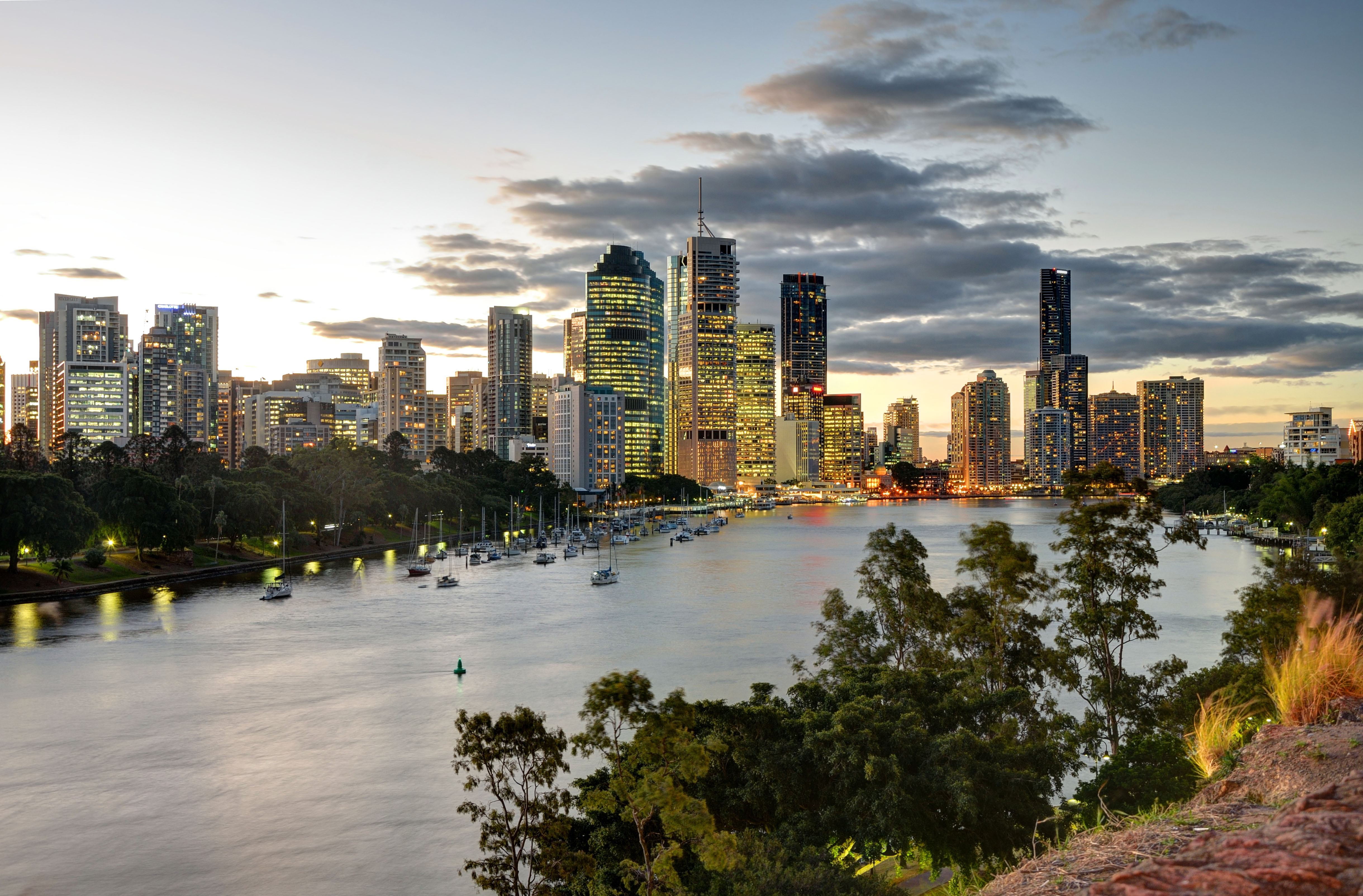
Брисбен — головний діловий і промисловий центр регіону
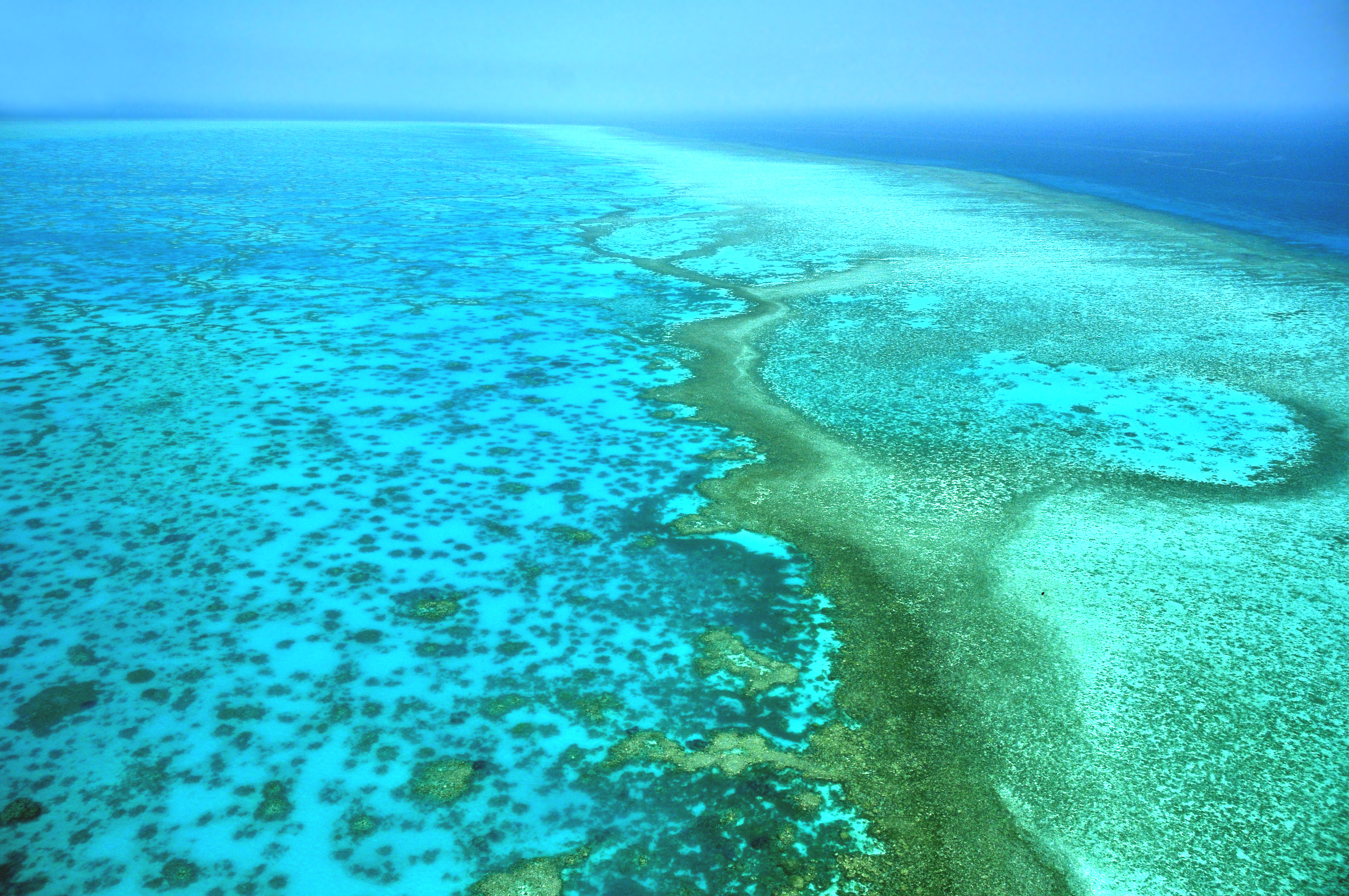
Великий Бар'єрний риф
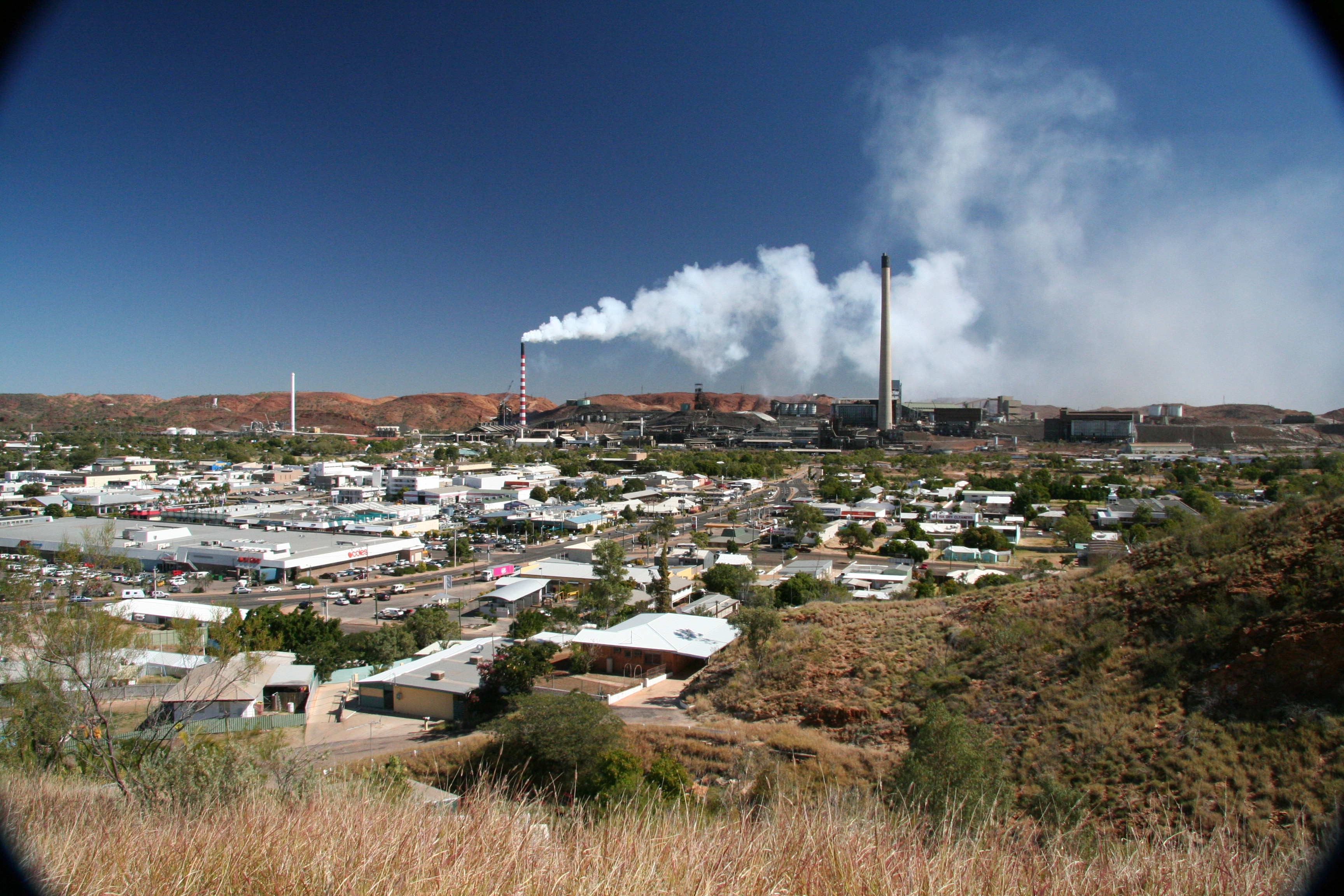
Панорама міста Маунт-Айза
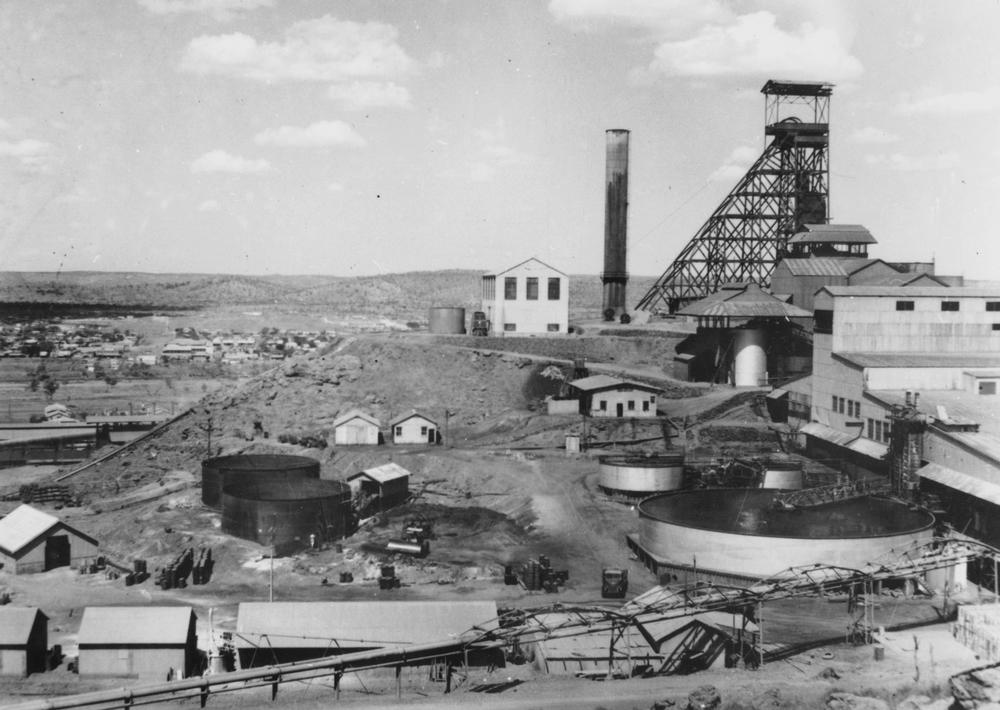
Копальня у Маунт-Айзі, 1954 рік
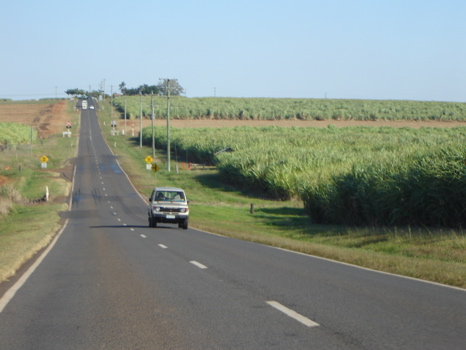
Посіви цукрової тростини

Головною культурою рослинництва виступає цукрова тростина — 95 % посівних площ країни; також вирощують тютюн, кукурудзу, сорго, бавовник, кормові трави, пшеницю. На прибережних землях вирощують манго, папаю, ананаси, банани; далі на південь, або вище у гори — цитрусові та кісточкові. Регіон займає перше місце в країні з поголів'я великої рогатої худоби та коней (майже половина поголів'я та 85 % м'ясного експорту), третє — овець (15 %). У портових містах розміщуються м'ясокомбінати, центри з розведення та переробки устриць та перловиць. Свого часу більшість вологих лісів Квінсленду було вирубано, їх замінили вторинні ліси. З післявоєнного часу для потреб деревообробної галузі вирощують сосну.
Найбільші міста регіону: Брисбен — третє за розмірами місто країни, столиця штату; Таунсвілл, Рокгемптон, Гладстон, Маунт-Айза, Маунт-Катлін, Рома, Уейпа.

## Південна Австралія
Третій за рівнем економічного розвитку регіон країни, займає південний схід штату Південна Австралія. Ландшафти регіону різноманітні. Від затоки Сент-Вінсент і до западини солоних озер на півночі тягнуться сильно еродовані з пласкими вершинами гори Фліндерс та Маунт-Лофті. На півночі вони являють собою величезні розсипи щебіню, вкритого сухими злаками; на більш вологих південних схилах зарості маллі-скреба.
Регіон тяжіє до океану, на узбережжі Великої Австралійської затоки, заток Спенсер та Сент-Вінсент сконцентровано майже все населення регіону. Історично регіон був першим місцем видобутку залізної руди на континенті, яке значно втратило своє значення з початком розробки родовищ Західної Австралії. Промисловість регіону представлена металургійними підприємствами міст Вайалла, Порт-Пірі та Порт-Огаста. Залізна руда також вивозиться через порт Вайалли до Ньюкасла. Збудований водогін забезпечує металургійні комбінат водою з річки Муррей. Кам'яне вугілля видобувається на північ від Аделаїди. Солончаки солоних озер та прибережні лагуни — місце видобутку солі. Нафтохімічна промисловість у Порт-Станвак, машинобудівна та харчова галузі.

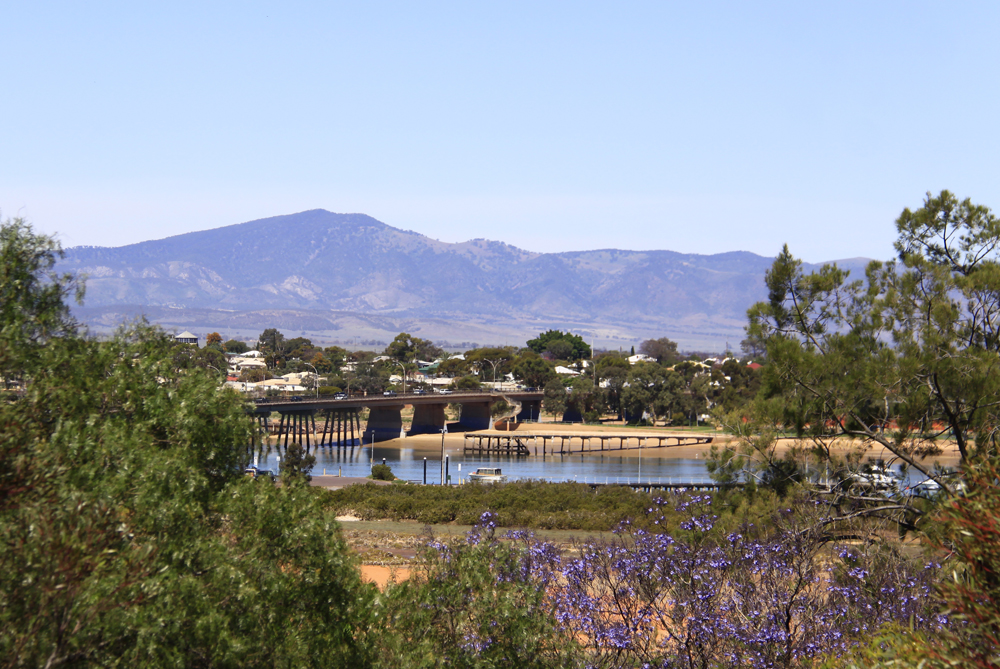
Природа Південної Австралії, Порт-Огаста
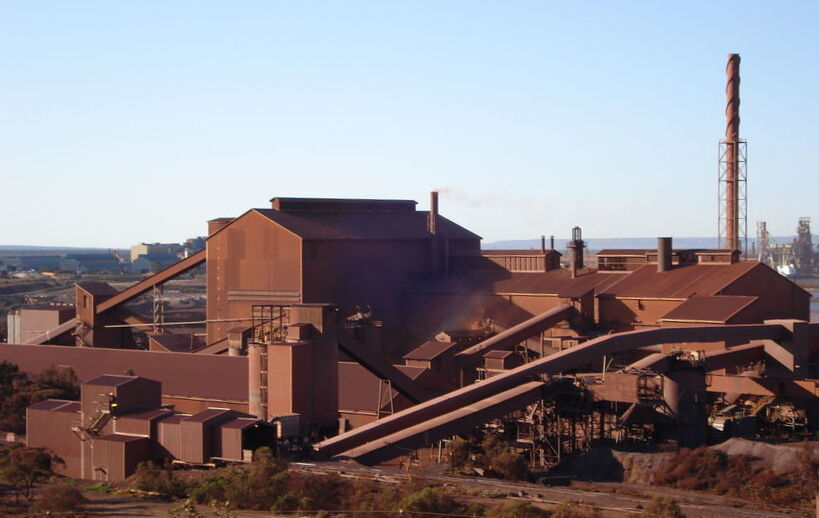
Металургійний комбінат Вайалли
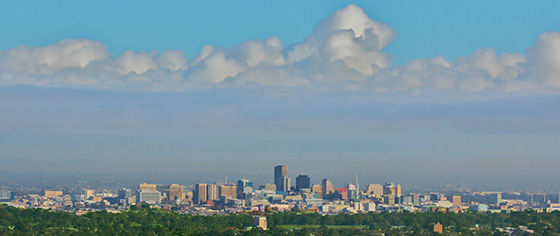
Найбільше місто регіону, Аделаїда
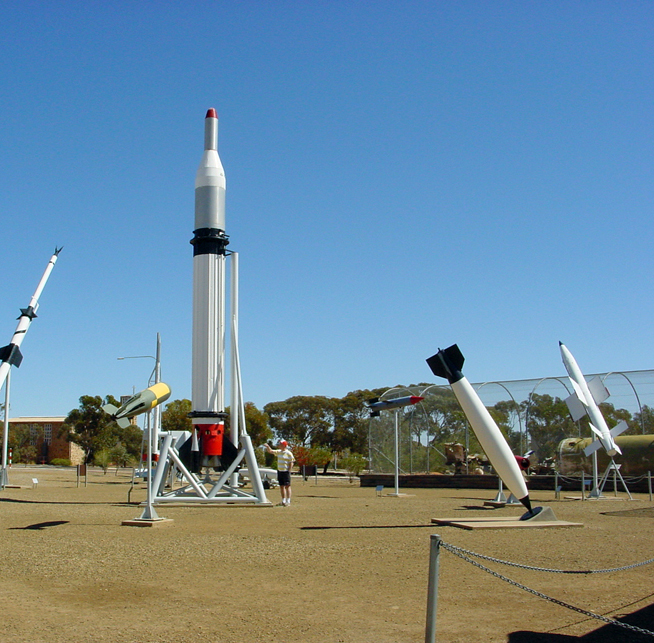
Ракетний музей Вумери
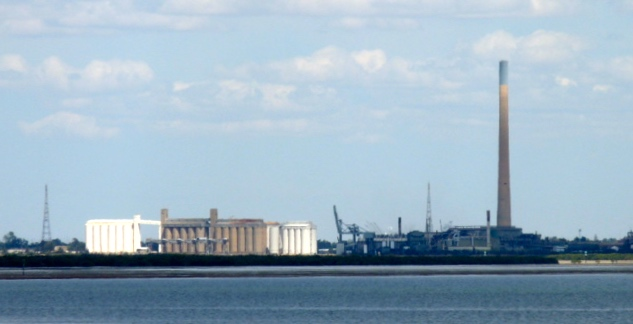
Зернові елеватори та меткомбінат Порту-Пірі

Головними сільськогосподарськими культурами виступають ячмінь, пшениця, овес, кормові культури. Разом з садами і виноградниками поля та пасовища майже повністю витіснили природну рослинність всюди де це можливо. Головною проблемою рослинницької галузі регіону є брак прісної води. Поверхневі води скупі, нижня течія Муррею майже безводна, бо вода розбирається на іригацію в середній течії, а більшість артезіанських горизонтів засолені, для поливу придатні лише басейн півострова Ейр та навколо міста Аделаїда. Тому в цьому регіоні дуже поширена доставка поливної води трубопроводами, крапельне зрошування. Регіон займає перше місце зі збору винограду (гирло Муррею) та виготовленню вина (70 % загальноавстралійського), значне вирощування цитрусових. Тваринництво представлене мериносними вівцями та великою рогатою худобою, що її випасають на схилах гір. У пустельній частині регіону на північ від півострова Ейр розташований центр космічних досліджень|центр космічних досліджень Вумера, звідки 1967 року було запущено перший австралійський штучний супутник Землі.
Головні міста — морські порти та промислові центри: Аделаїда — столиця штату, четверте за розмірами місто країни, важливий промисловий центр, портове місто, крупний залізничний вузол; Порт-Огаста, Порт-Пірі, Вайалла, Порт-Станвак.

## Південно-Західна Австралія
Четвертий за рівнем економічного розвитку регіон країни, що займає крайній південний захід штату Західна Австралія. Ландшафти представлені Західно-Австралійським плоскогір'ям, що круто обривається до вузької приморської низовини, — хребет Дарлінг. На плоскогір'ї сухі рівнини, на узбережжі залишки реліктових вологих евкаліптових лісів з цінною деревиною, стійкої до морської води і яку не їдять терміти — «яррах», «каррі». Це унікальне місце планети, де до 82 % видів вищих рослин ендемічні, хоча древня природа цього регіону сильно порушена діяльністю людини.
Регіон багатий на мінеральні ресурси (нафта, природний газ, боксити, залізна руда, титанові піски узбережжя Банбері — Басселтон), продуктивні ліси, сприятливі для ведення сільського господарства природні умови. Промисловість регіону представлена підприємствами харчової (Перт, Джералдтон, Банбері, Олбані), машинобудівної (Перт), хімічної (виробництво мінеральних добрив у Банбері та Перті), цементної, електротехнічної (Перт), деревообробної галузей, транспортного машинобудування (Фрімантл — судна та автомобілі), металургії (Куїнана — алюміній, сталь, нікель).

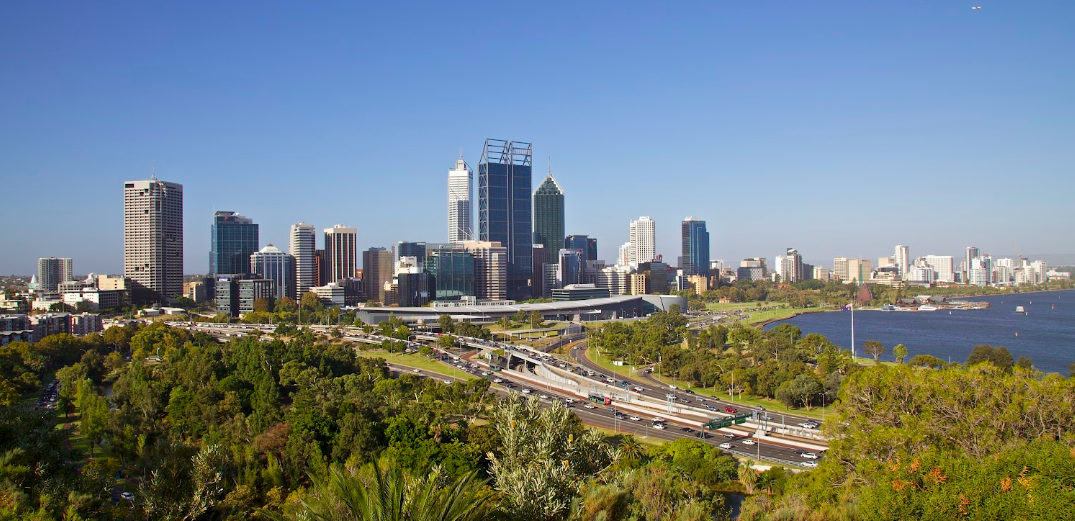
Столиця Західної Австралії та найбільше місто, Перт
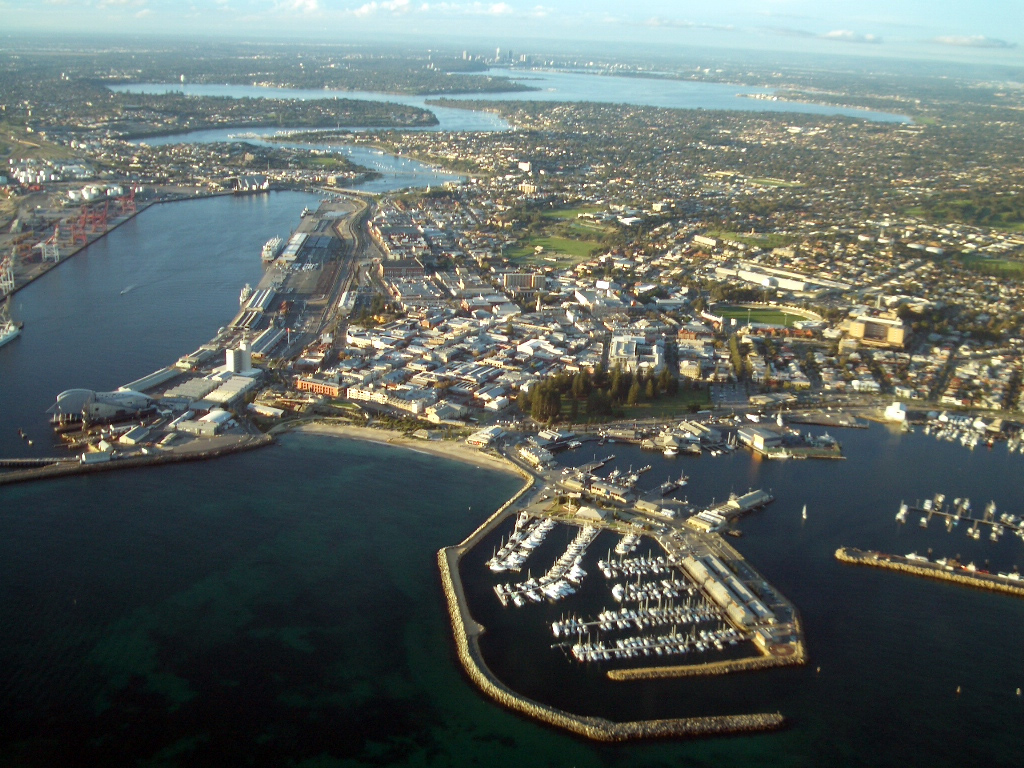
Найбільший порт регіону, Фрімантл
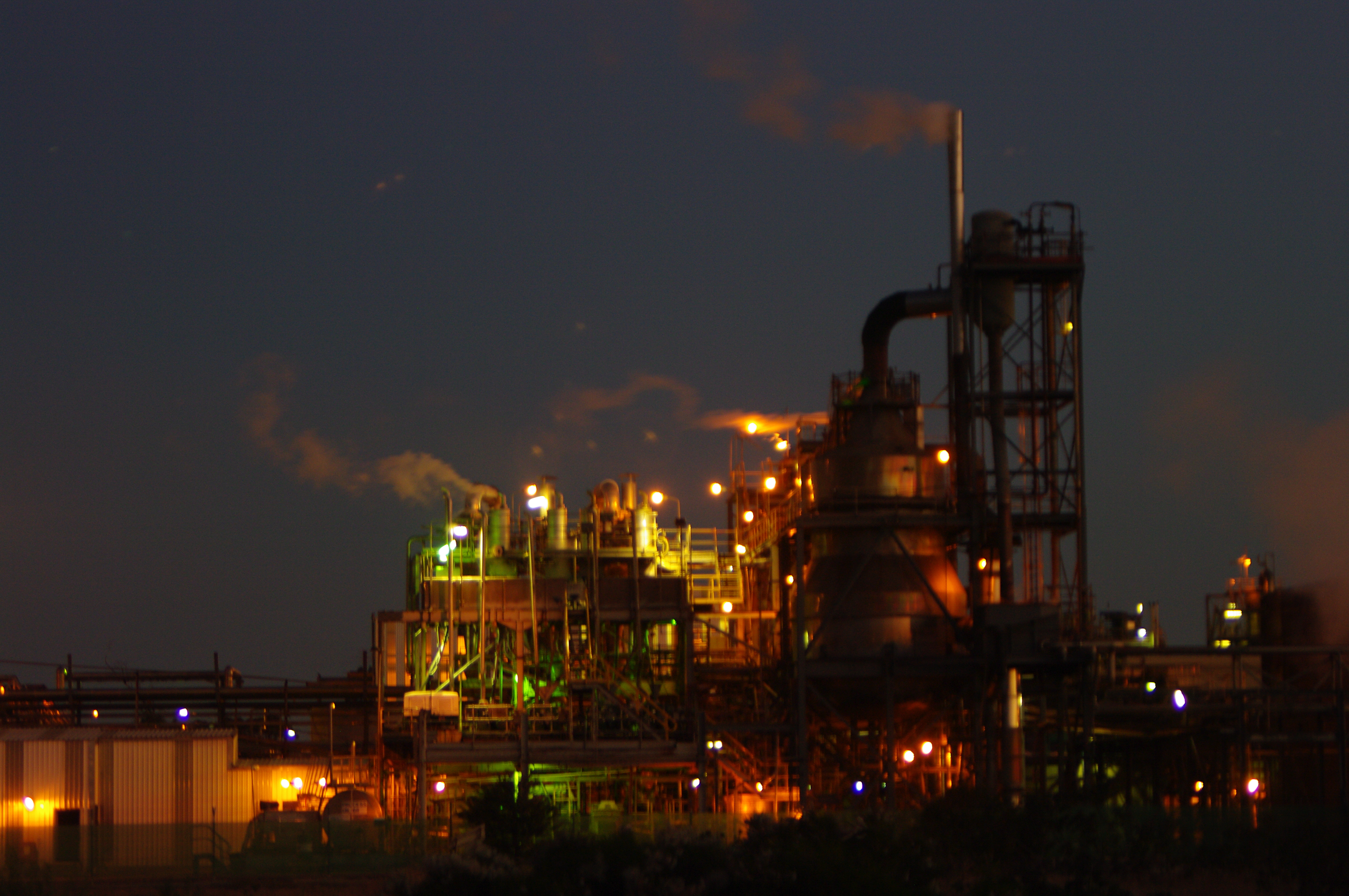
Хімічне підприємство в Куїнані
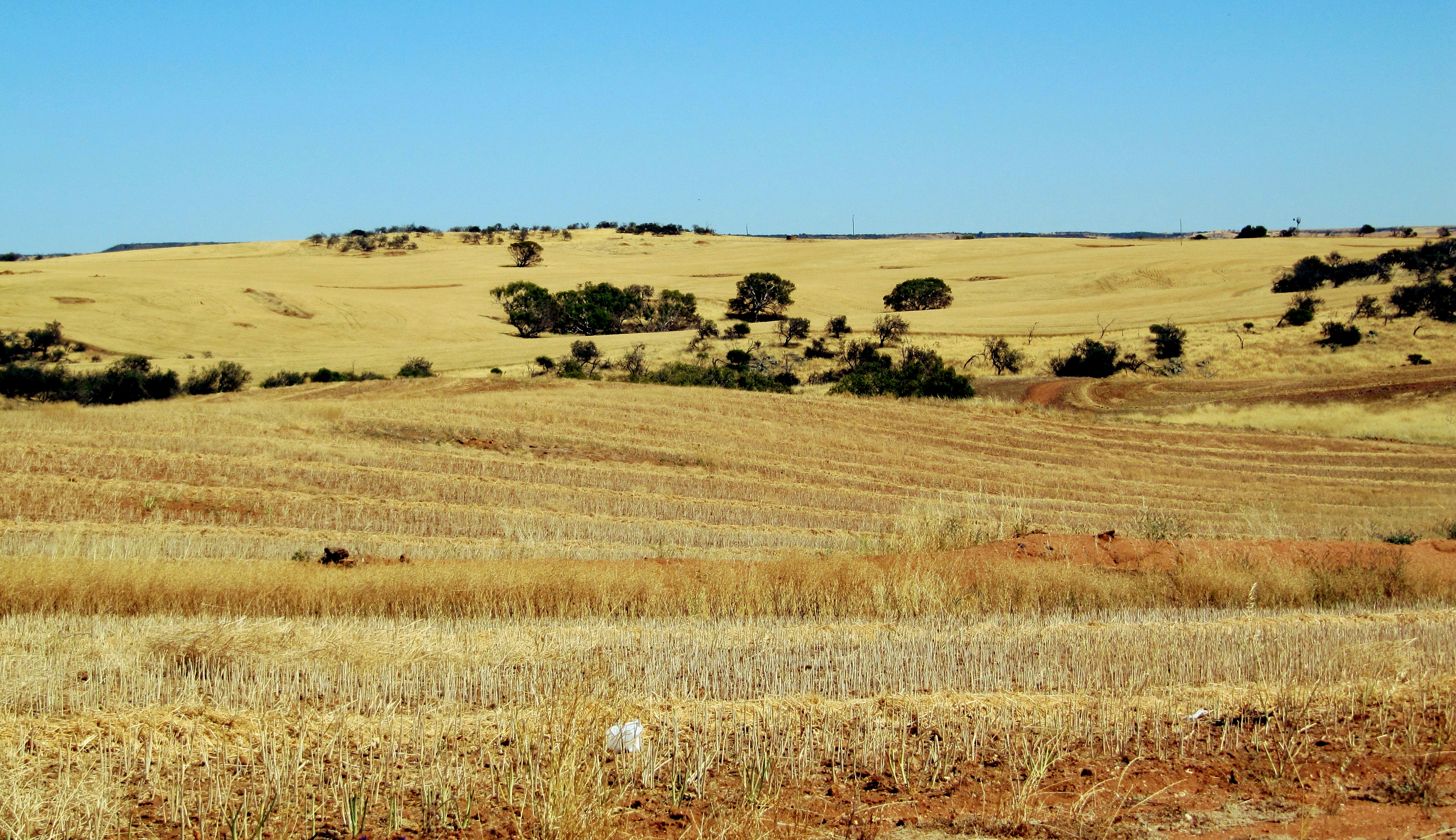
Сільськогосподарські угіддя поблизу Джералдтона
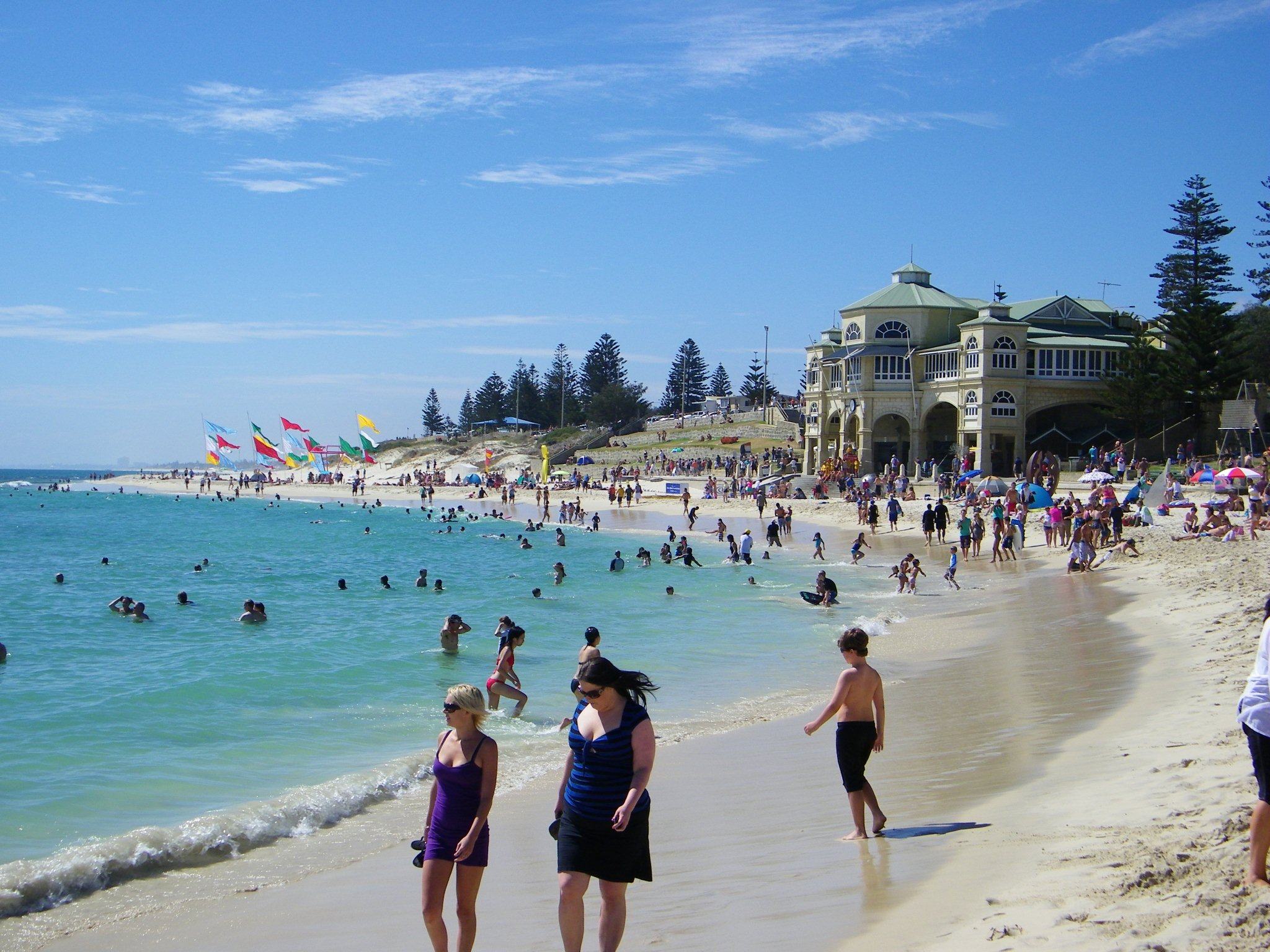
Пляжі Коттесло

Агрокліматичні умови ведення землеробства подібні до степової зони України, коли головні запаси вологи в ґрунті створюються в зимовий період. «Пшеничний пояс» простягається від Саутерн-Кросса до Джералдтона. У невеличких фермерських господарствах вирощують фрукти, овочі, виноград, розводять молочну худобу. Присутні невеликі ділянки зрошувального землеробстваі. На прибережній низовині Суонленд на штучних пасовищах розводять вівців. Олбані — головний центр переробки сільгоспсировини.
Найбільші міста регіону: Перт, Куїнана, Олбані, Банбері, Джералдтон, Пінджарра. Головні морські порти: Фрімантл, Куїнана, Банбері, Олбані, Джералдтон. Новим сектором господарства регіону з кінця XX століття стає рекреація, туристи приїздять на чудові морські пляжі, відвідують національні парки з унікальною рослинністю. Перт — столиця штату, головний діловий, торговий, адміністративний, промисловий та культурний центр регіону.

## Тасманія
Тасманія — окремий штат на південному сході Австралійського Союзу, що займає однойменний великий острів (68 тис. км²) та прилеглі невеличкі острівці. Острів відділяється від штату Вікторія широкою (200 км) Бассовою протокою. Рельєф острова має вигляд єдиного кристалічного масива, розбитого тектонічними тріщинами на нагір'я з крутими схилами, у западинах між якими озера льодовикового генезису. Висоти Центрального нагір'я сягають 1500 м. Скелясті береги острова порізані глибокими вузькими фіордоподібними затоками, в одній з яких розташована столиця штату і найбільше місто — Гобарт. Клімат острова помірний вологий, зими м'які, а влітку не так спекотно як на континенті. Більшість території регіону вкрито вологими лісами, долини річок часто заболочені. Тасманія — перший з штатів Австралії який прийняв низку природоохоронних ландшафтозберігаючих законодавчих актів. Близько 5 % території острова відведено під національні парки.

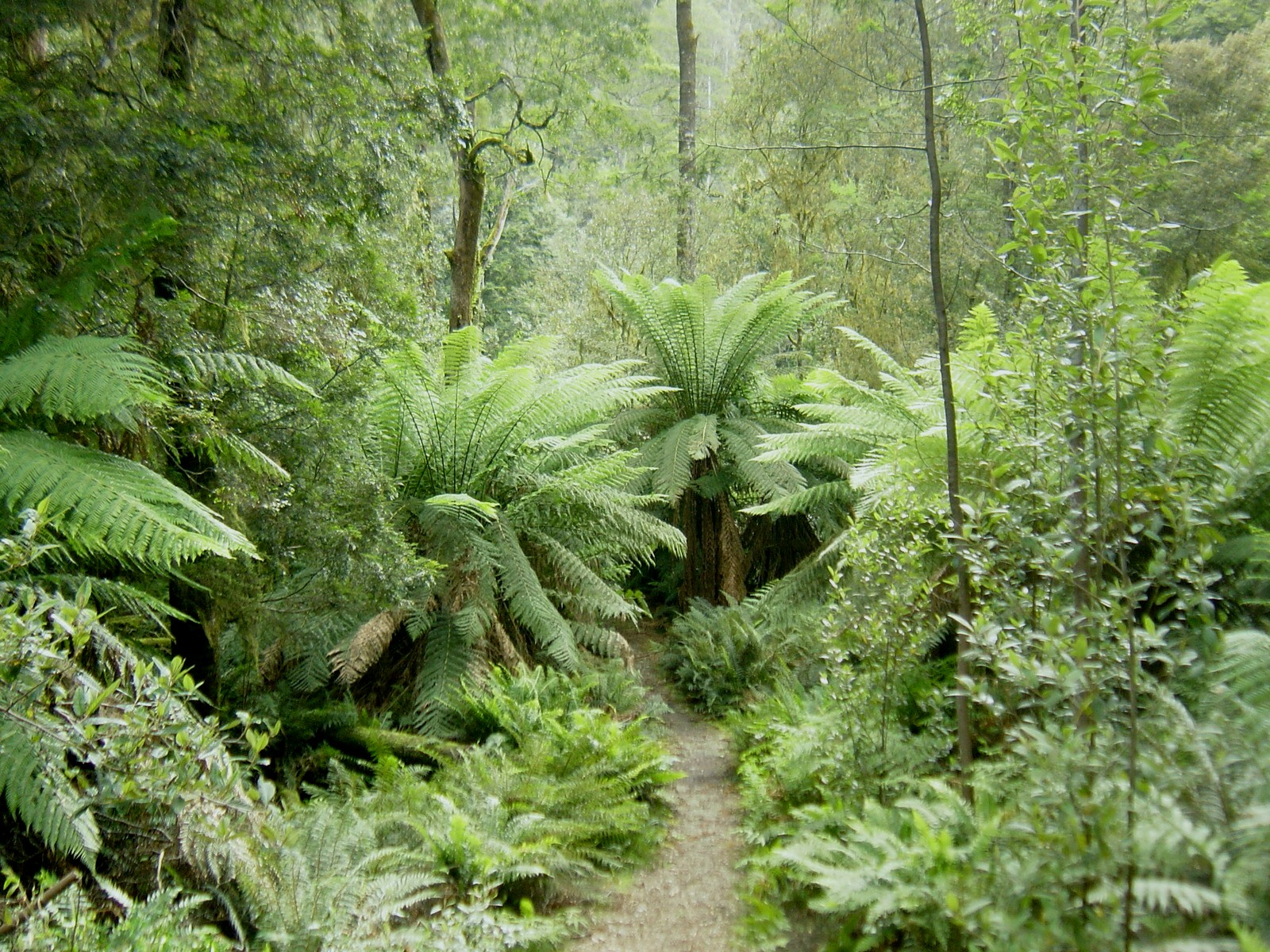
Вологі реліктові ліси Тасманії
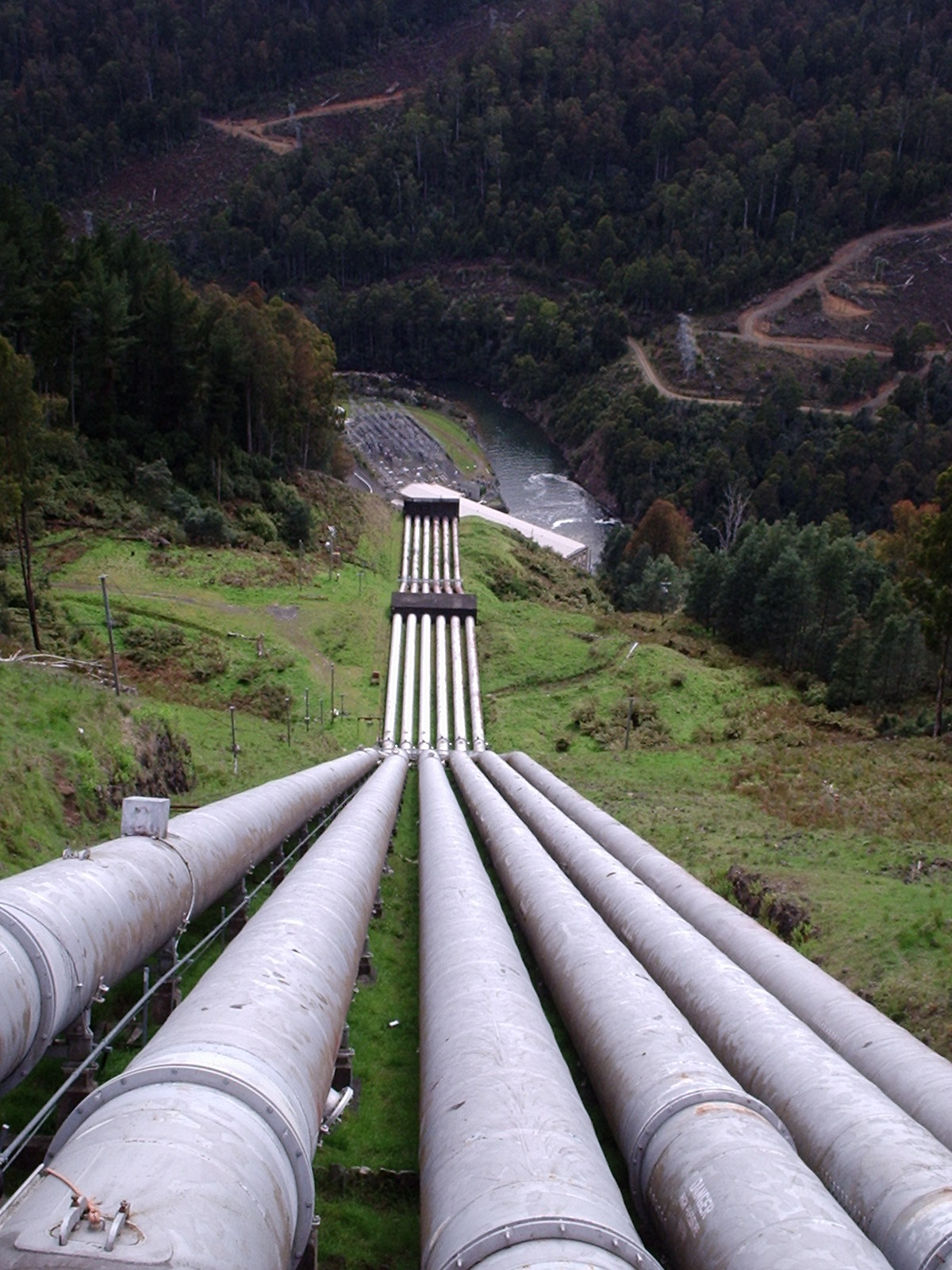
ГЕС Тарраліх
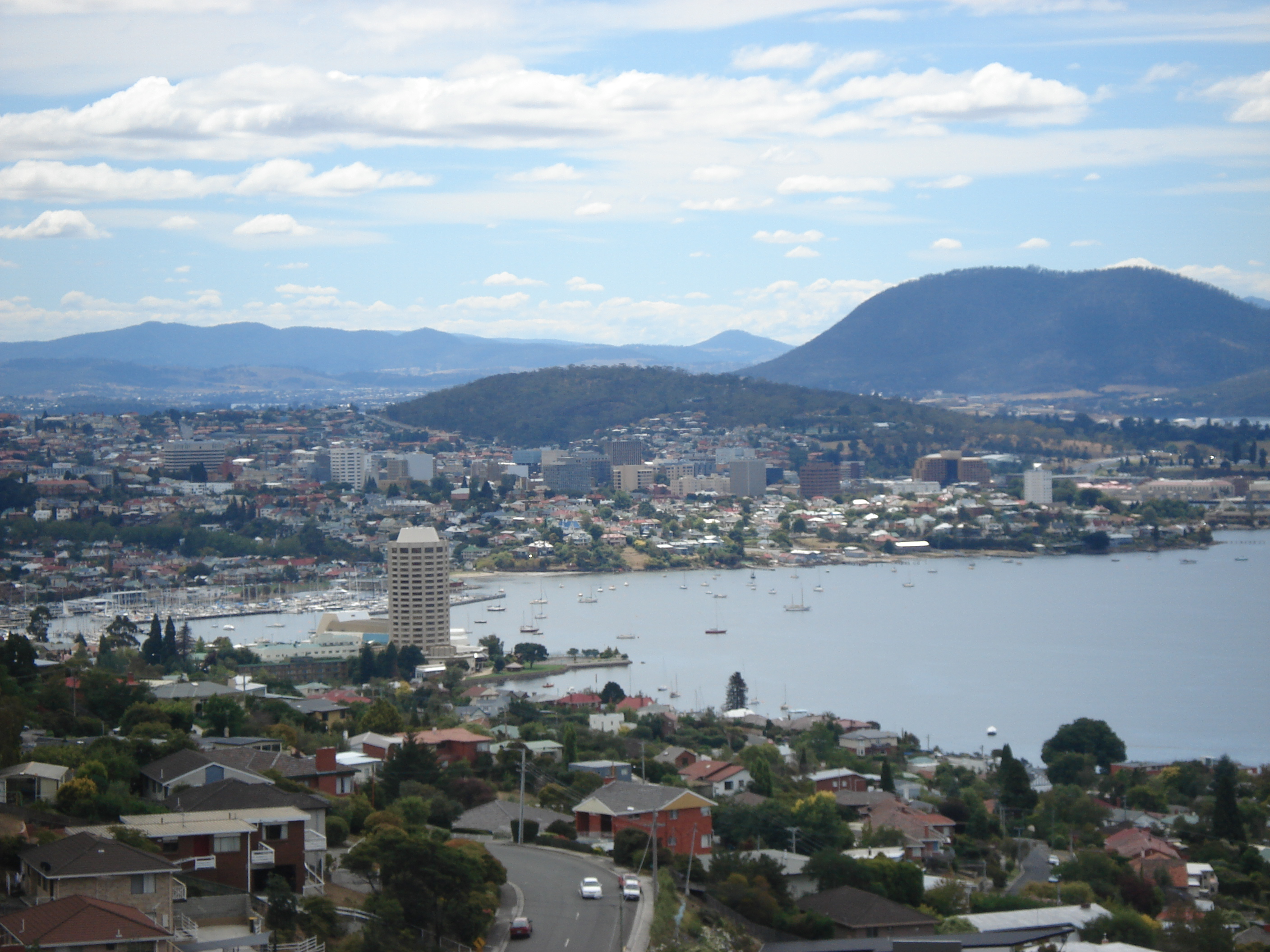
Найбільший діловий і промисловий центр острова, місто Гобарт
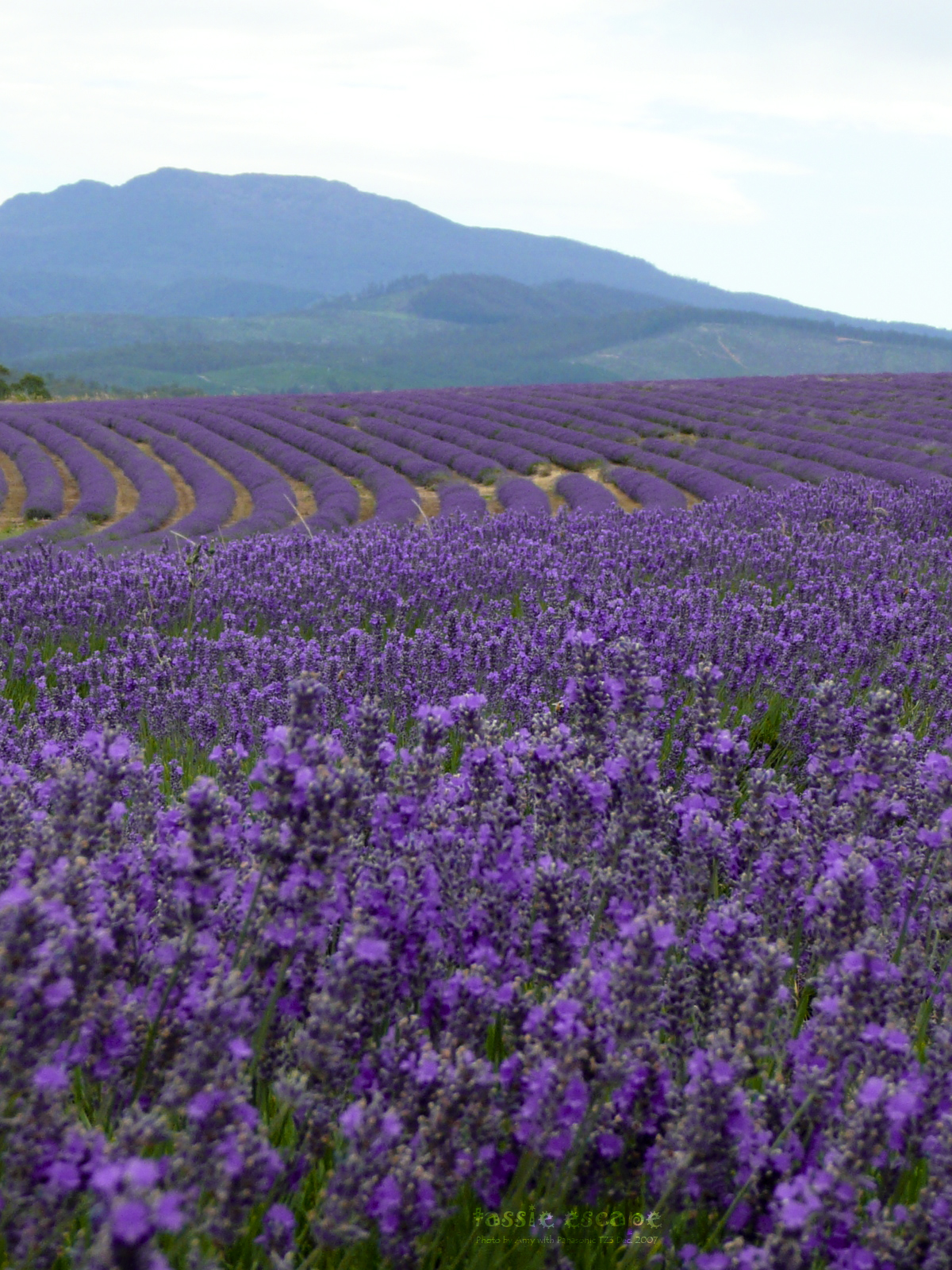
Вирощування лаванди
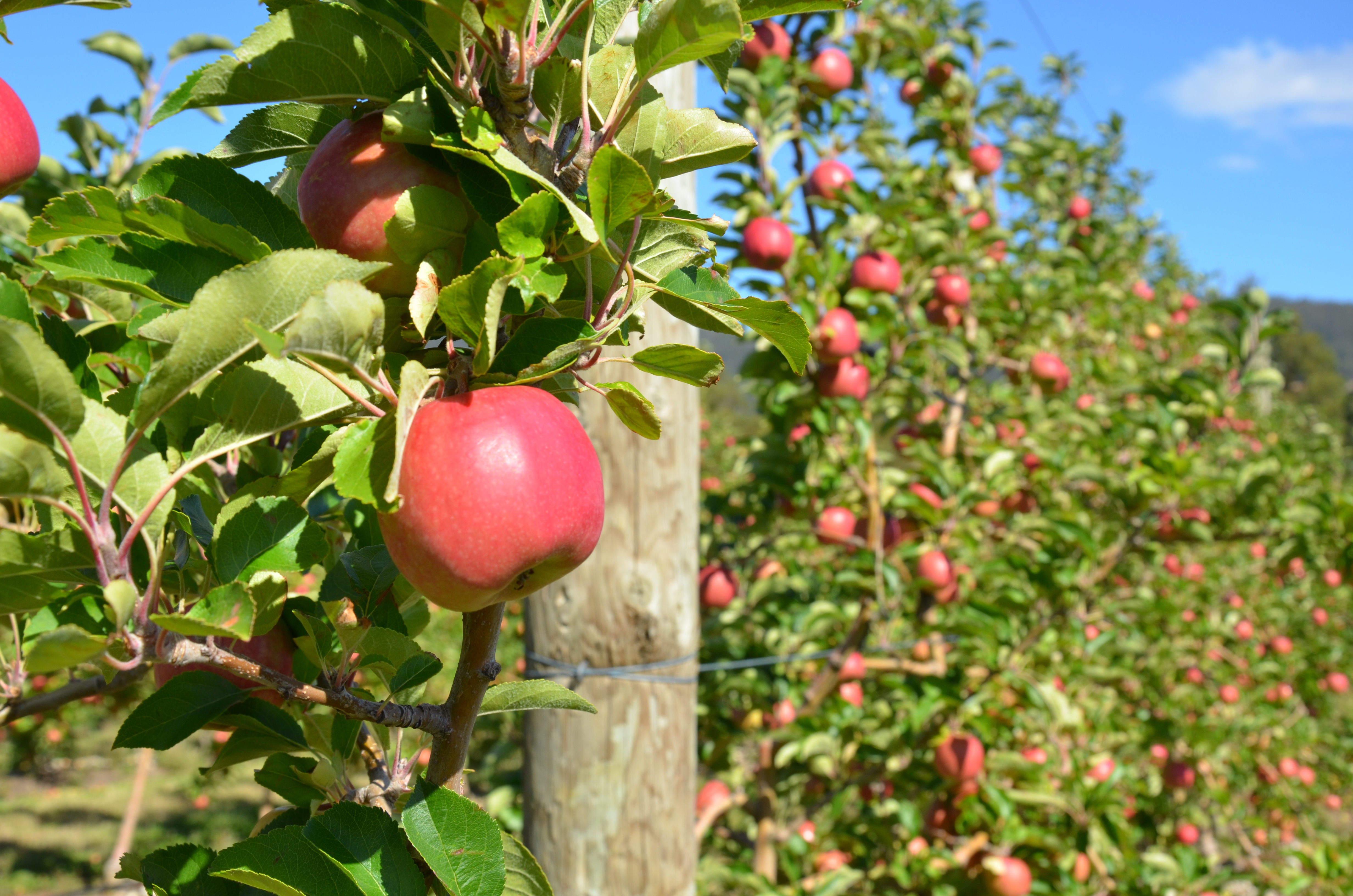
Яблуневі сади острова

Регіон багатий на мінеральну сировину: мідь, олово, срібло, кобальт, вольфрам, залізну руду, поліметали. 1911 року розпочато будівництво гідроенергетичного вузла на північному заході острова, в районі озера Грейт-Лейк та басейні річки Деруент. Дешева електроенергія дозволила швидко розвинутись кольоровій металургії, хімічній та целюлозо-паперовій галузям промисловості. Сільське господарство регіону виконує допоміжну роль в економіці. Найбільше освоєні схід та північ острова, на заході лише гірничі та лісозаготівельні підприємства. У водосховищах Центрального нагір'я розводять рибу, береги використовують для рекреації. Найбільші міста регіону: Гобарт — найбільше місто і столиця штату, крупний промисловий, торговий і культурний центр, найбільший морський порт острова; Лонсестон, Девенпорт, Берні.

## Північна Австралія
Нерозвинений економічний регіон на півночі країни, що займає глибовий масив Кімберлі, базальтове плато Антрім, пісковикове плато Арнемленд, західне та південно-західне узбережжя затоки Карпентарія. Клімат регіону жаркий з рясними літніми зливами; тривалість вологого сезону зменшується від узбережжя вглиб материка, від 10 місяців до 3. Вологі тропічні ліси ростуть на узбережжі та вздовж річкових долин заходять глибоко на південь. Поширені ліси з мелалеуки плакучої (Melaleuca leucadendra). Колишні тропічні хвойні ліси були винищені заради цінної м'якої деревини. Більшість території вкривають рідколісся з евкаліптів та пляшкових дерев боабів, поміж яких терміти будують свої термітники — невід'ємний елемент місцевих ландшафтів.
Регіон багатий на мінеральні ресурси, але менш досліджений ніж інші: боксити (родовище Гов), марганець (острів Грут-Айленд), уранові руди (Рейнджер, Набарлек), залізні руди (острови Клан і Кокату), фосфати (басейн Джорджини), природний газ (шельф півострова Арнемленд).

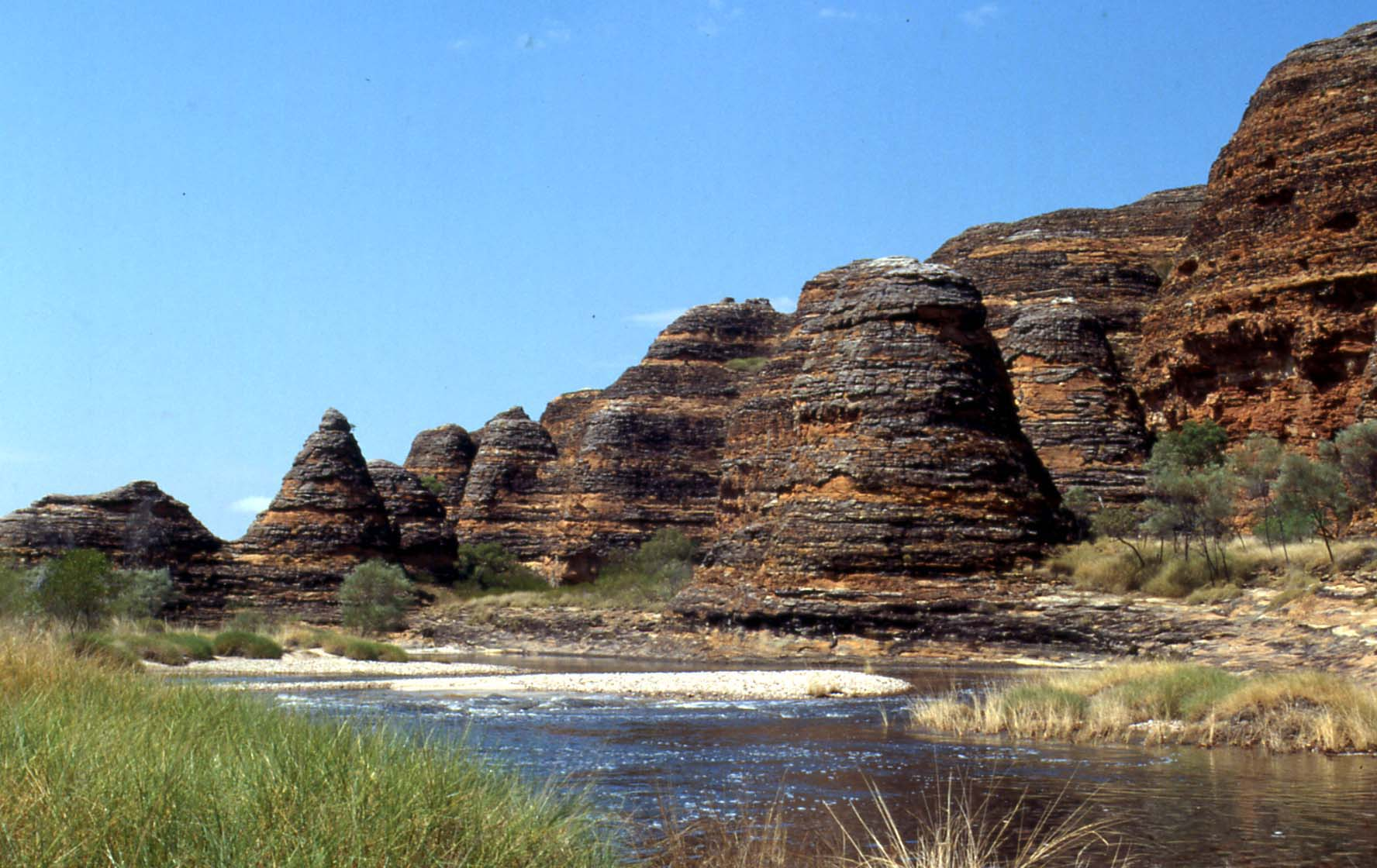
Плато Кімберлі
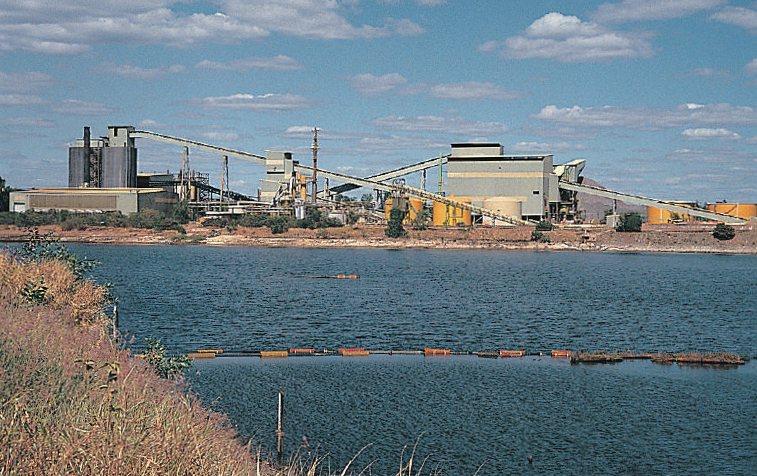
Видобуток і збагачення уранової руди, родовище Рейнджер
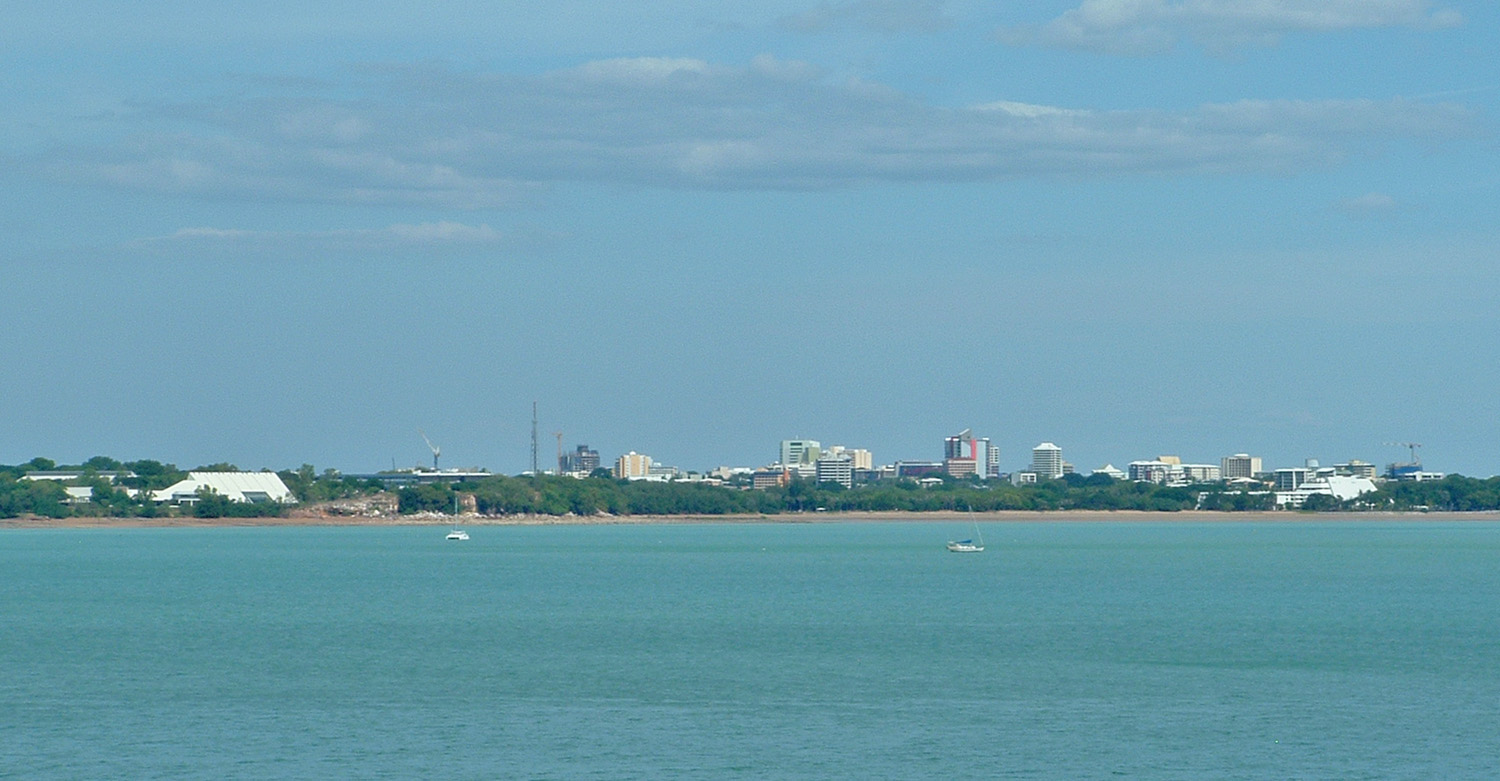
Дарвін — найбільше місто регіону
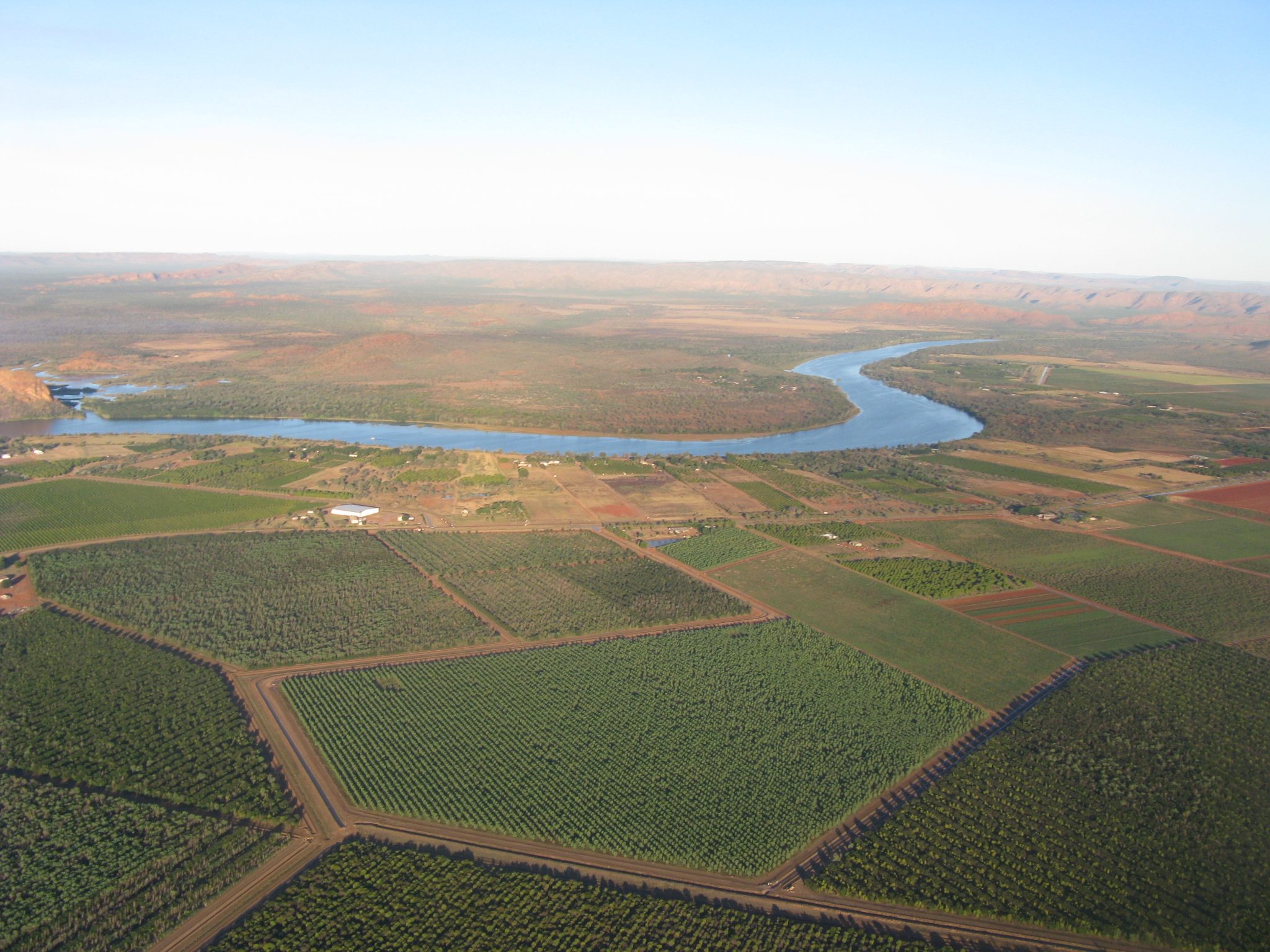
Сільгоспугіддя долини Орду

Тваринництво представлене розведенням м'ясних порід великої рогатої худоби на природних пасовищах. Головні сільськогосподарські культури: бавовник, рис, тютюн, цукрова тростина. Площ для ріллі мало (долина річки Орд), одні заболочені й потребують меліорації, інші, через сезонність опадів — іригації. У морі — рибальство, вилов перлів, на півострові Коберг — розведення перловиць.
Найбільше місто регіону — столиця Північної Території, порт Дарвін. Це важливий транспортний вузол на шляху авіаліній між Австралією, Європою, Азією та Північною Америкою. У місті розташована велика військово-морська та повітряна база.

## Західна Австралія
Регіон займає більшу частину однойменного штату. Клімат різко континентальний, брак атмосферних опадів, часті посухи, небо ясне, часте пилове марево. Рослинний покрив бідний, місцями спорадичний. Населення регіону концентрується навколо гірничо-видобувних підприємств та у морських портах вивозу сировини (Дампір, Порт-Гедленд). Водозабезпечення регіону відбувається за допомогою заводів з опріснення морської води. Головним багатством регіону слугують високоякісні залізні руди масиву Гамерслі (Пілбара), що розробляються відкритим способом і дають 90 % залізної сировини країни. Також на Гамерслі видобувають олово, марганець та блакитний азбест. На острові Барроу видобувають нафту. Шельфові поклади природного газу прогностично є одними з найбільших у світі (Ранкін, риф Скотт). На півдні регіону поблизу Калгурлі та Іст-Калгурлі видобувають золото; у Камбалда мідно-нікелеві руди. Водозабезпечення цього району відбувається водогоном (600 км) з басейну річки Суон.

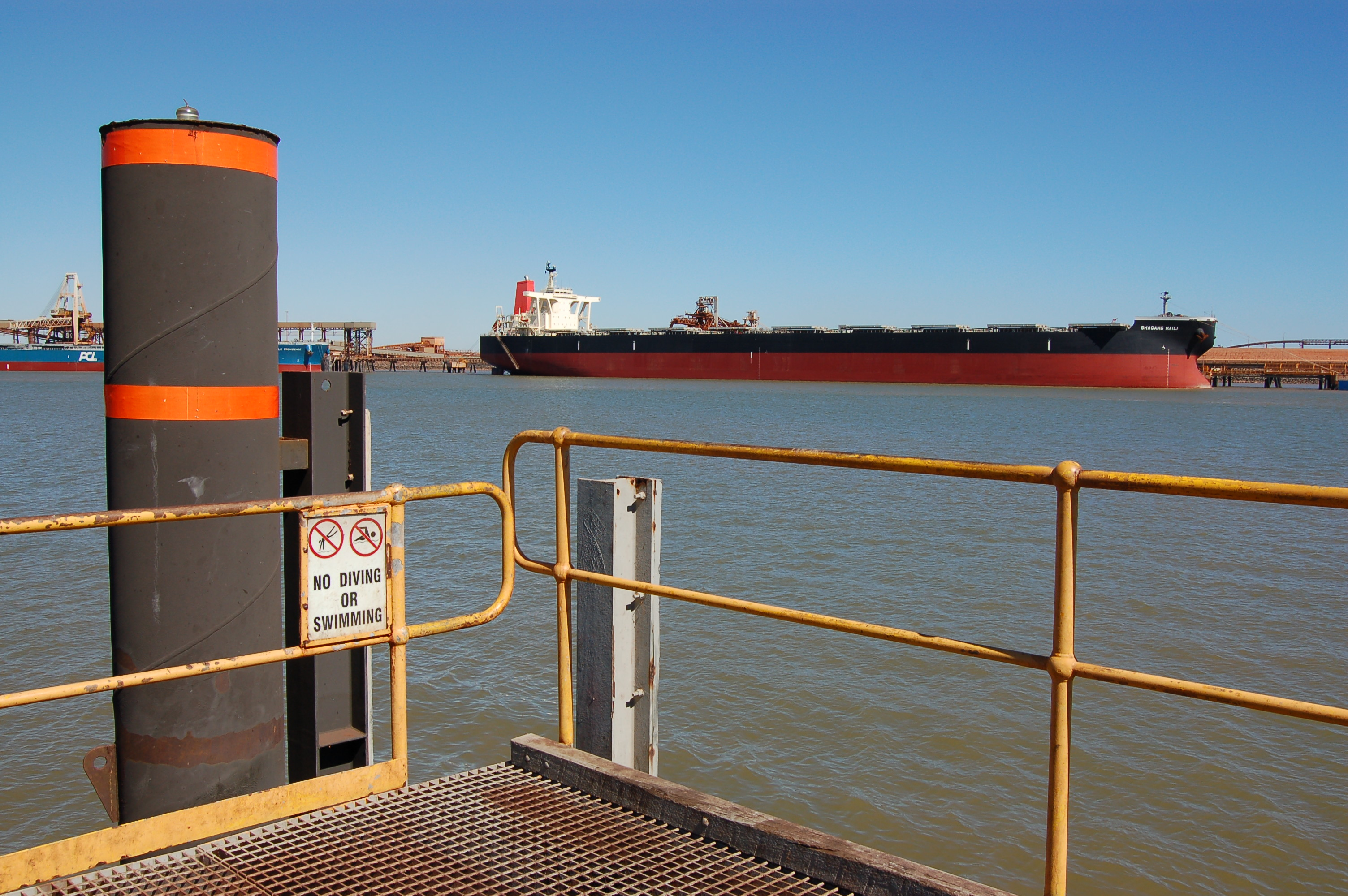
Порт-Гедленд
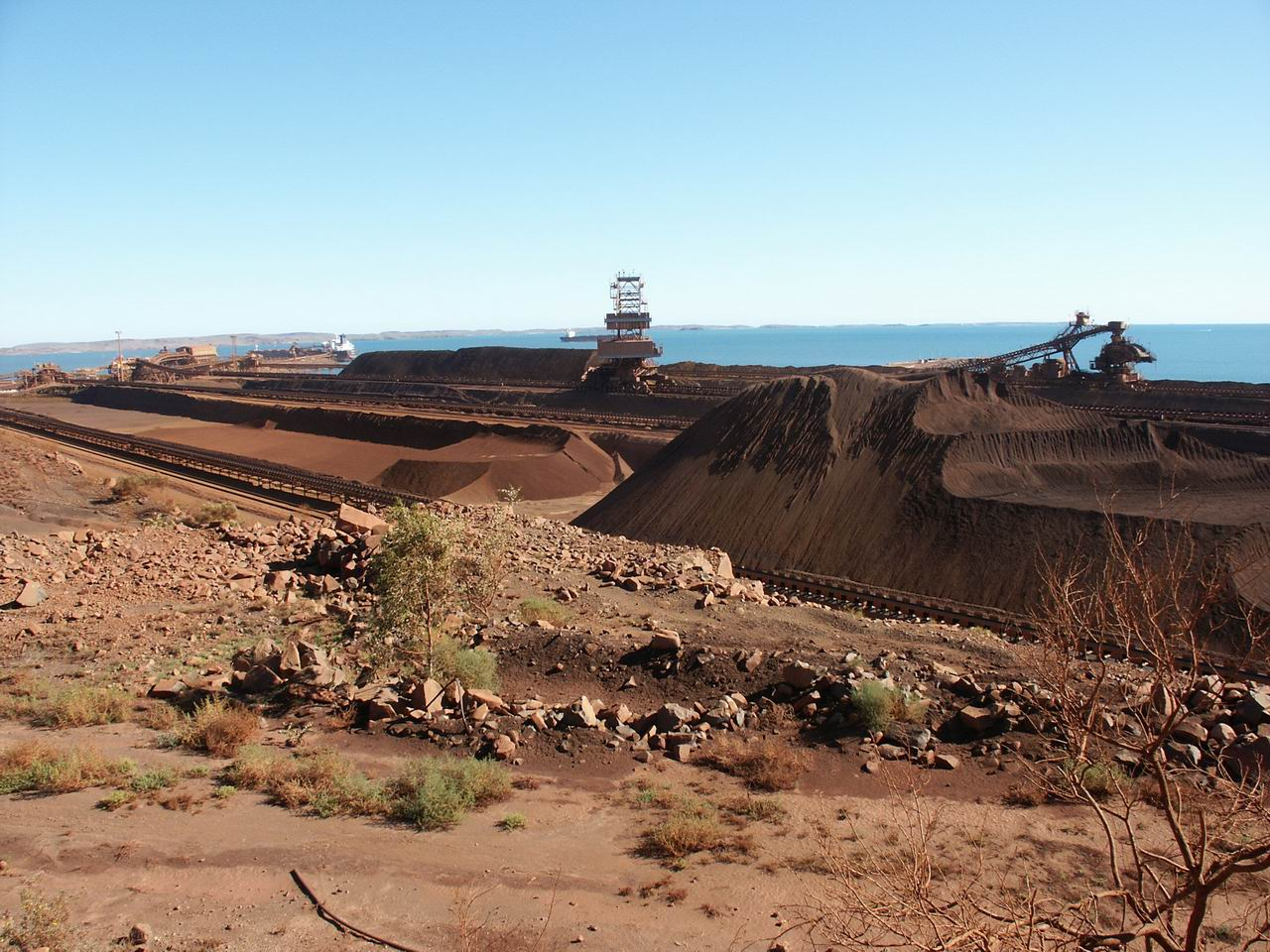
Залізна руда в порту Дампір
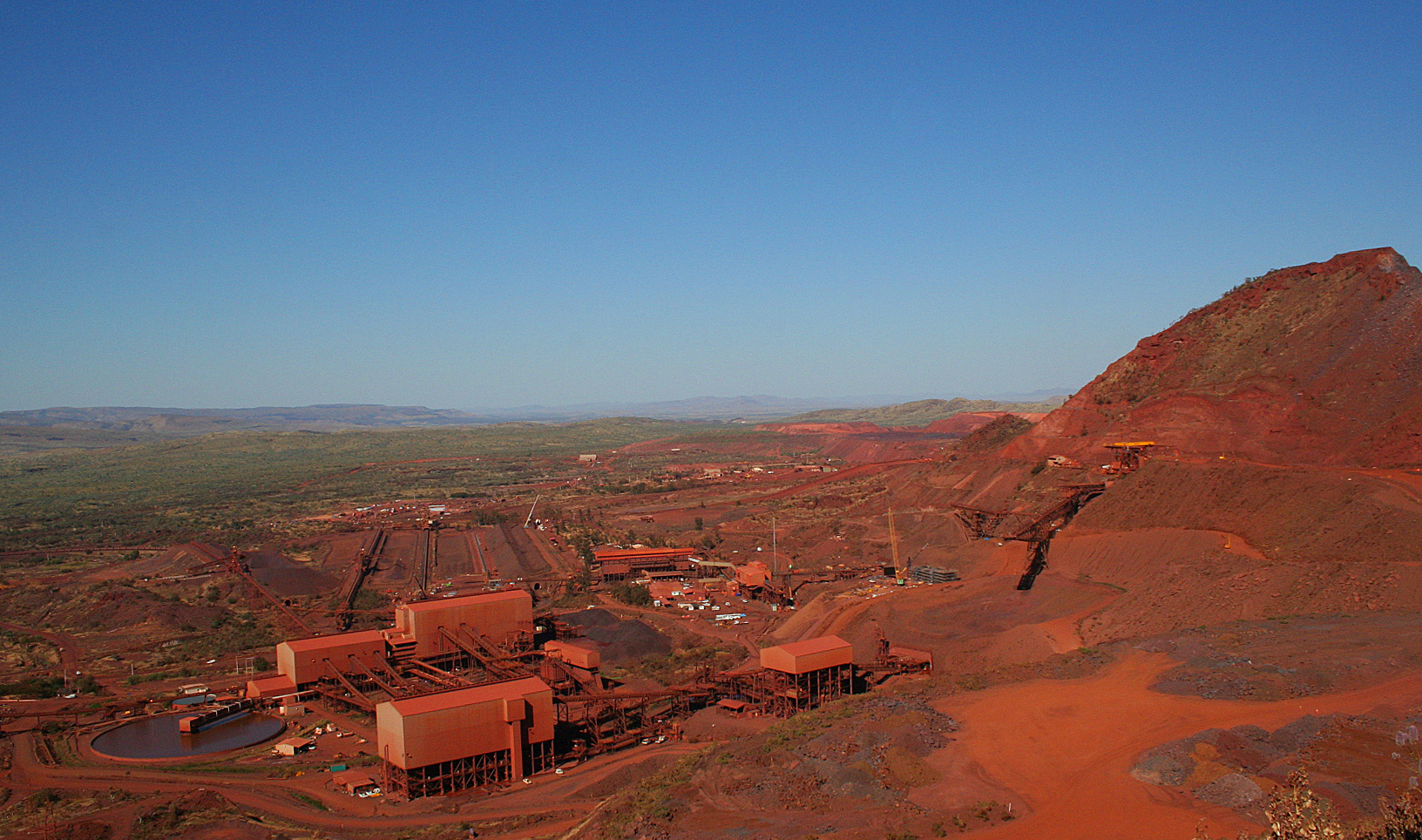
Видобуток залізної руди в Пілбарі
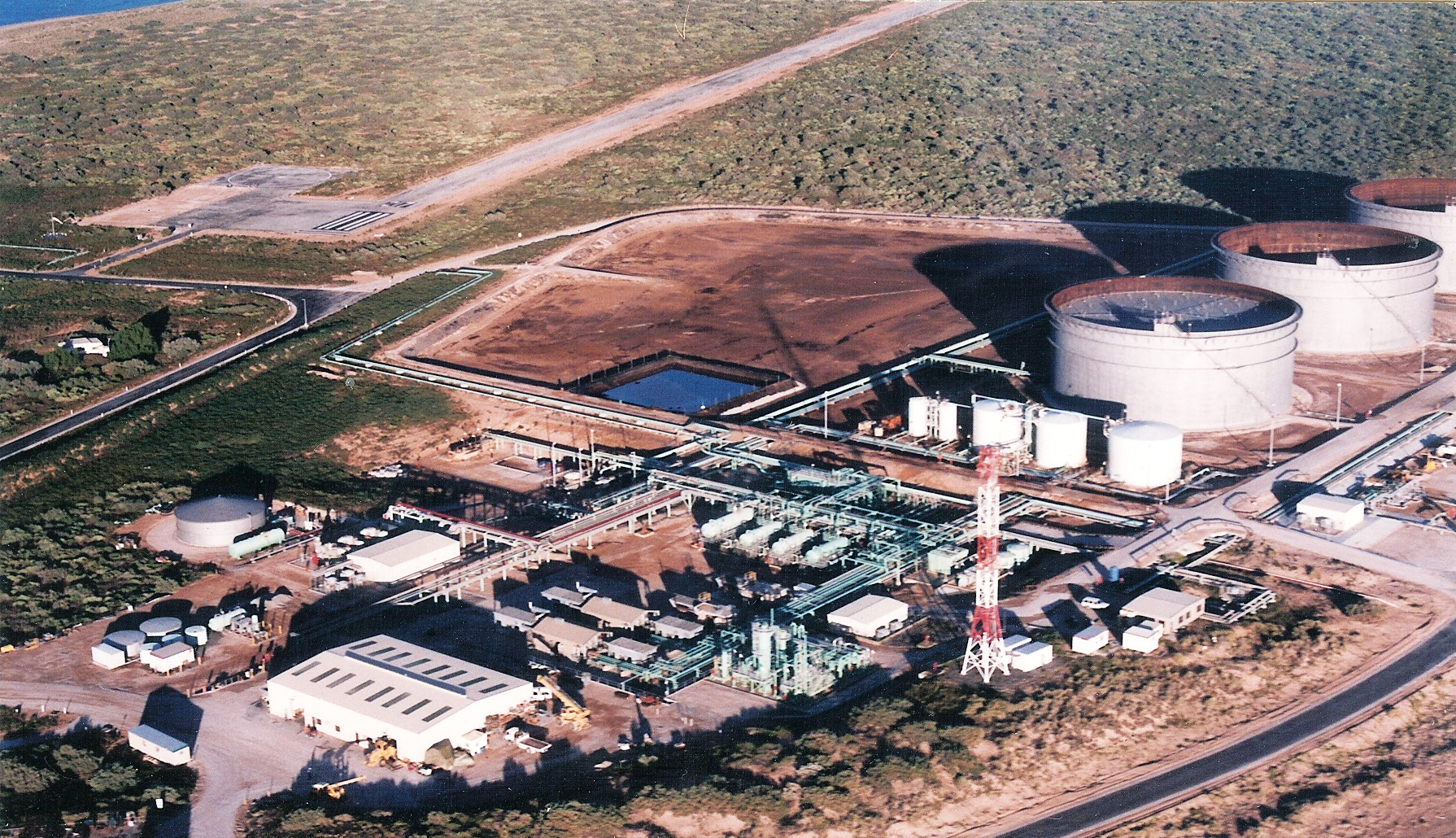
Видобуток і накопичення вуглеводнів на острові Тевенард
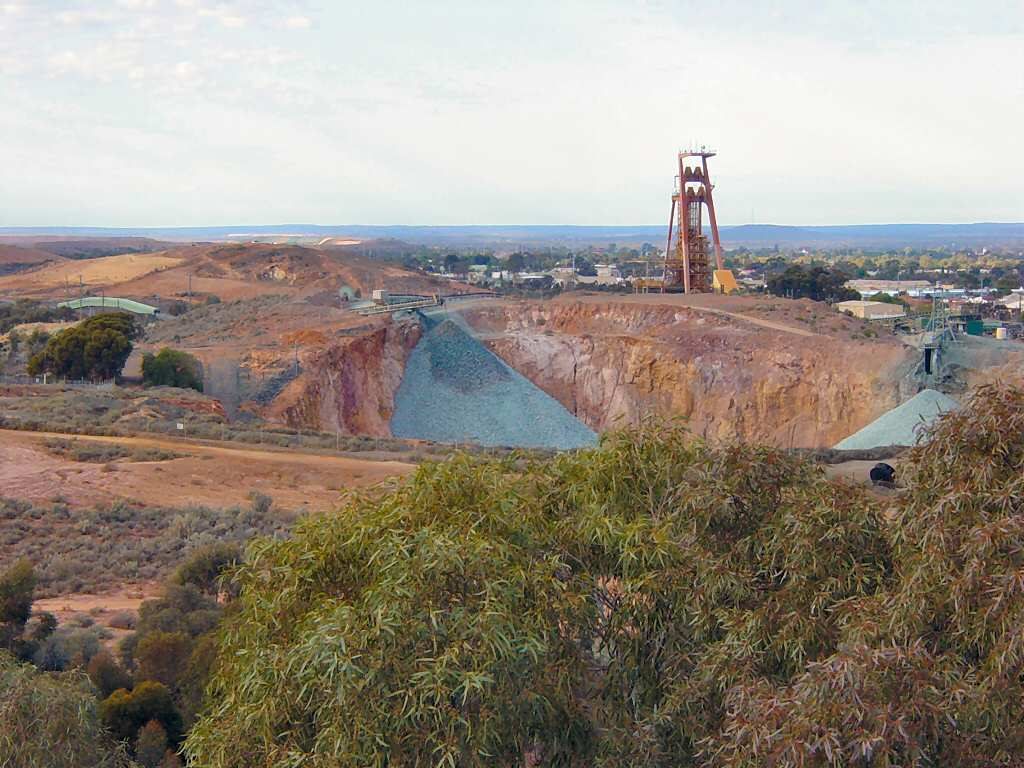
Золоті копальні Калгурлі

## Центральна Австралія
Величезний регіон країни, що охоплює майже безлюдні й неосвоєні внутрішні території континенту, від западини солоного озера Ейр на сході («мертве серце Австралії») до Західно-Австралійського плоскогір'я на заході. Клімат різко континентальний, брак атмосферних опадів, небо ясне, часті пилові бурі та смерчі «вілі-вілі». Пустельні ландшафти піщаних гряд, кам'янистих розсипів, соляних кірок пересохлих озер перемежовуються рідкими долинами криків із бідною рослинністю з акацій та евкаліптів. Тут знаходяться пустелі: Велика Піщана, Гібсона, Велика пустеля Вікторія, Сімпсона (Арунта). У центральній частині сильно зруйновані гори Макдоннелл та Масгрейв, розділені солончаком озера Амадеус. У долині річки Палмер зберігся реліктова ділянка високих пальм Лівінстона. У регіоні створено ряд національних парків, найвідоміші з яких Айєрс-Рок (Улуру) і Маунт-Ольга, навколо однойменних останцевих гір. Перший — це кварцитовий моноліт з крутими схилами, що височіє на 350 м над навколишньою пласкою рівниною червоної пустелі. Його схили в залежності від часу доби приймають різний колір: блакитний вранці, бурий у полудень і багряний надвечір. Водопостачання організоване артезіанськими свердловинами, вода в яких переважно тепла та солона. Надра регіону представлені золотом (Теннант-Крик, Нобіс-Ноб), міддю (Теннант-Крик). Головна економічна діяльність зводиться до гірничих підприємств і транспортної інфраструктури.

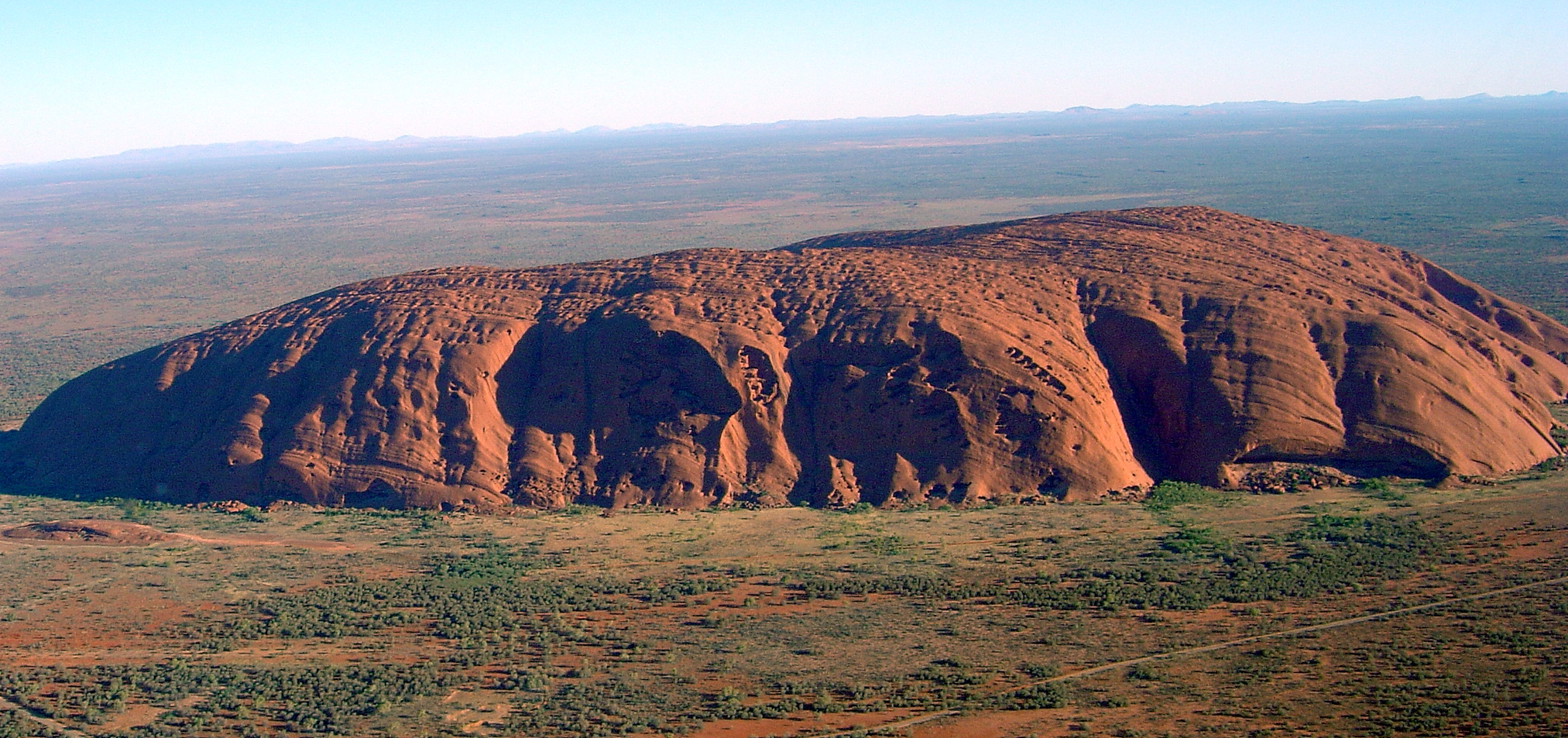
Айєрс-Рок
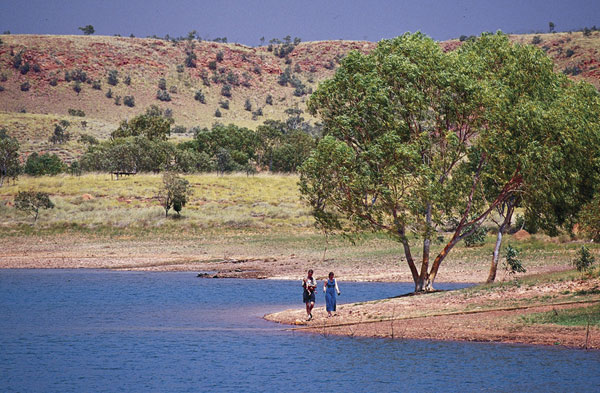
Напівпустельні ландшафти
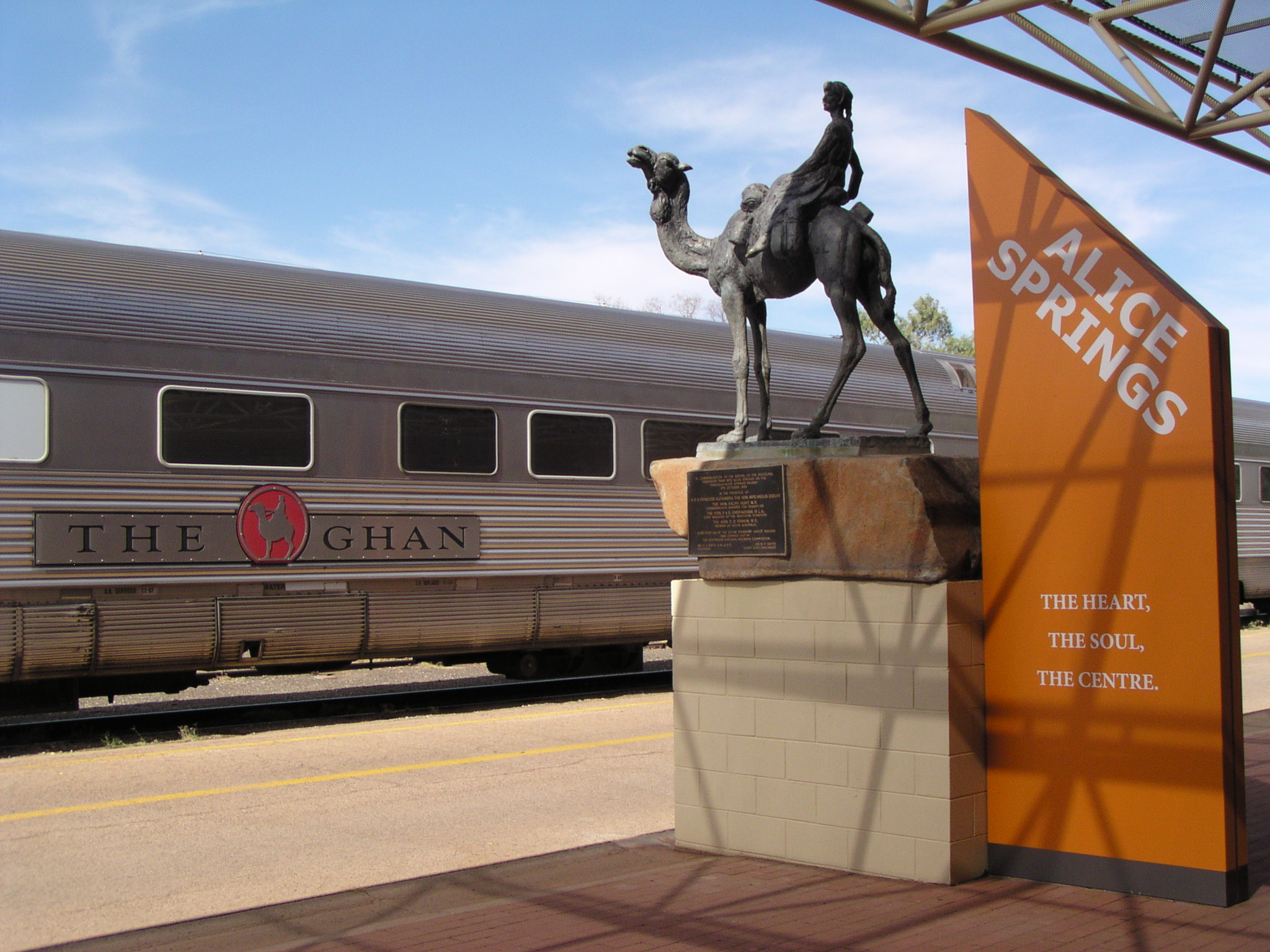
Залізничний вокзал Аліс-Спрингс
Аеропорт Аліс-СпрингсАеропорт Аліс-Спрингс
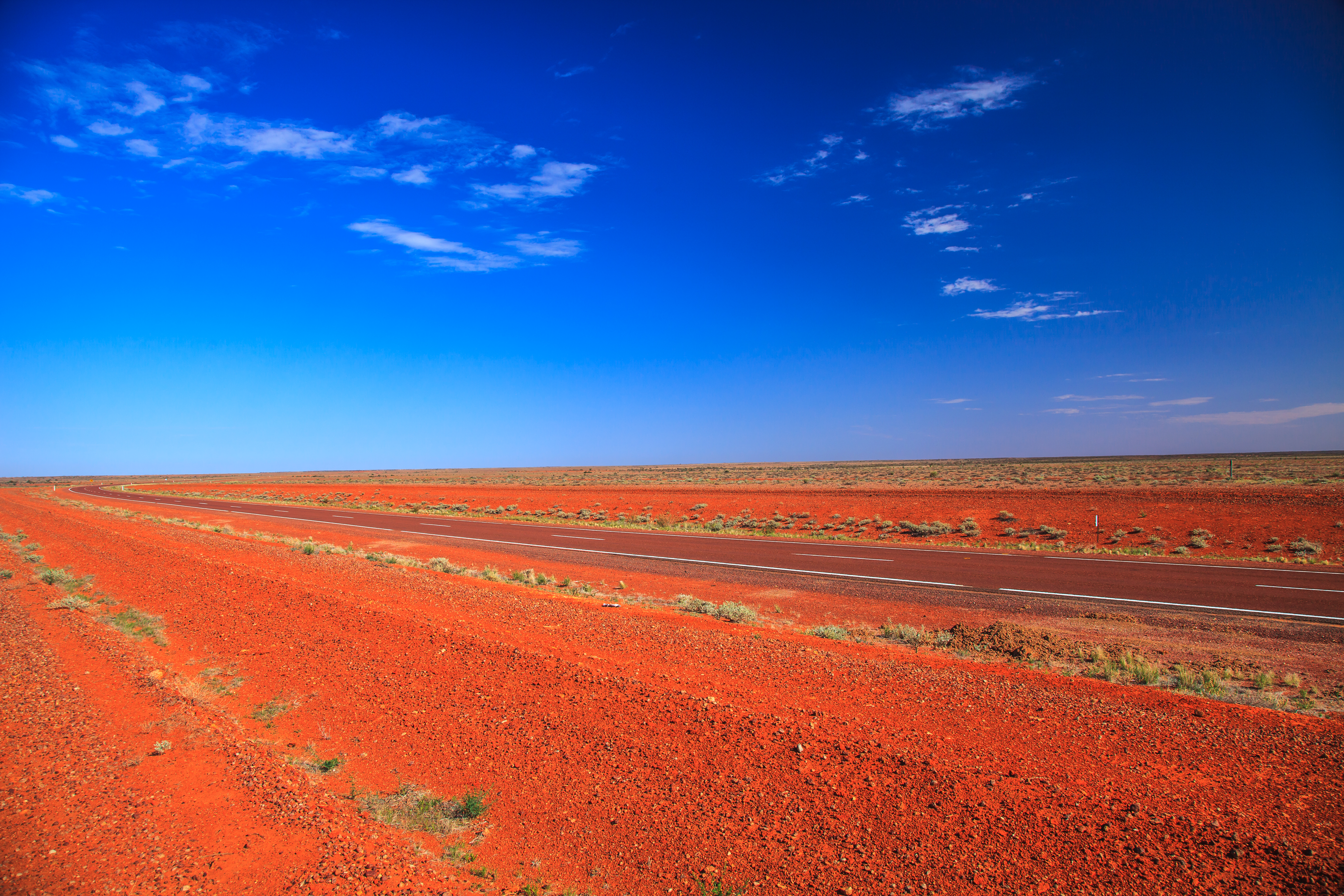
Шосе Стюарта

Тваринництво представлене пасовищним скотарством, з розрахунку 50 га на одну голову худоби. Під час посух велика кількість поголів'я гине. Покращення пустельних пасовищ можливе за підсівання буйволової трави, посухостійкого африканського злаку.
Найбільші міста регіону: Аліс-Спрингс, Теннант-Крік. Аліс-Спрингс — оаза в самому центрі континенту, в долині річки Тодд біля підніжжя гор Макдоннелл. На південь від міста йде вузькоколійна залізниця до порту Порт-Огаста на березі Великої Австралійської затоки; на північ шосе Стюарта (англ. Stuart Highway), ще веде до Дарвіна на узбережжі Тиморського моря.